# Eleições estaduais em São Paulo em 2022
As eleições estaduais em São Paulo em 2022 foram iniciadas em 2 de outubro (primeiro turno) e concluídas em 30 de outubro (segundo turno). Os eleitores aptos a votar elegeram um governador, vice-governador, um senador, 70 deputados para a Câmara dos Deputados e 94 deputados à Assembleia Legislativa. O então governador em exercício era Rodrigo Garcia, do PSDB, vice-governador eleito em 2018 que assumiu o cargo em 1° de abril de 2022 com a renúncia do titular João Doria em virtude de sua então pré-candidatura à Presidência da República, da qual acabara desistindo em 23 de maio do mesmo ano. Pela legislação eleitoral, Garcia esteve apto para disputar a reeleição. Para a eleição ao Senado Federal, estava em disputa a vaga ocupada por José Serra, do PSDB, eleito em 2014, e que  ao invés de tentar a reeleição, preferiu disputar uma das vagas para deputado federal, sem no entanto conseguir se eleger.
O governador e o vice-governador eleitos nesta eleição exercerão um mandato alguns dias mais longo. Isso ocorre devido a Emenda Constitucional n° 111, que alterou a Constituição e estipulou que o mandato dos governadores dos Estados e do Distrito Federal deverá ser iniciado em 6 de janeiro, norma que entra em vigor a partir das eleições de 2026. Entretanto, os candidatos eleitos nesta eleição assumem dia 1º de janeiro de 2023 e entregam o cargo no dia 6 de janeiro de 2027.

## Calendário eleitoral
| Calendário eleitoral      | Calendário eleitoral                                                                       |
| ------------------------- | ------------------------------------------------------------------------------------------ |
| 15 de maio                | Início do financiamento coletivo dos pré-candidatos                                        |
| 20 de julho a 5 de agosto | Convenções partidárias para a escolha dos candidatos e das coligações                      |
| 2 de outubro              | Primeiro turno das eleições                                                                |
| 7 a 28 de outubro         | Propaganda eleitoral gratuita no rádio e na televisão relativa a um eventual segundo turno |
| 30 de outubro             | Eventual segundo turno das eleições                                                        |
| até 19 de dezembro        | Diplomação dos eleitos pela Justiça Eleitoral                                              |

## Candidatos ao governo de São Paulo

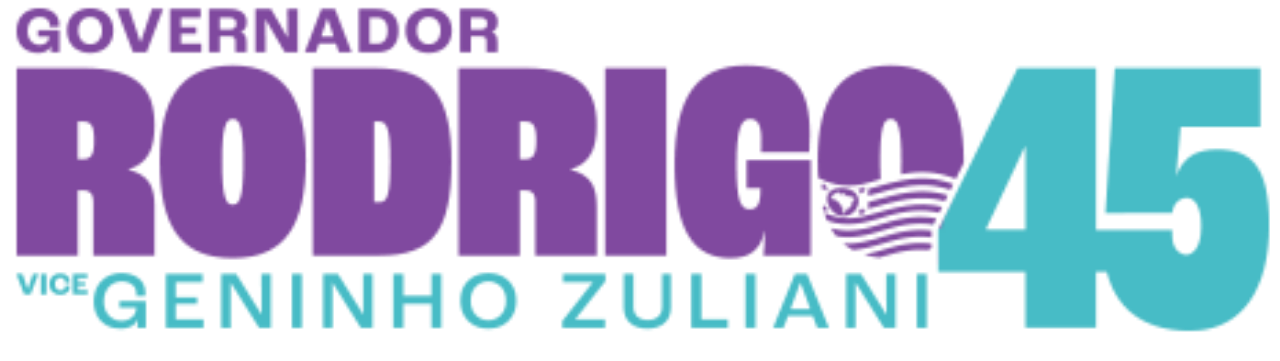
Logomarca da Campanha de Rodrigo Garcia ao Governo de São Paulo

- Rodrigo Garcia (PSDB) - Natural de Tanabi, nasceu em 1974 e é  advogado e empresário. Já foi Deputado Estadual por 3 mandatos consecutivos e Presidente da Assembleia Legislativa de São Paulo de 2005 a 2007, Deputado Federal por São Paulo por 2 mandatos consecutivos, Membro do Conselho Administrativo da CODASP – Companhia de Desenvolvimento Agrícola de São Paulo (1995–1996), Integrante do Fórum de Jovens Empresários na Associação Comercial de São Paulo - ACSP ·(1998-2001), Chefe de gabinete da Secretaria de Planejamento, da Prefeitura de São Paulo (1997), Secretário-adjunto da Secretaria de Agricultura e Abastecimento do Estado de São Paulo (1995 a 1996), Secretário Especial de Desburocratização da Prefeitura de São Paulo (2008 a 2010), Governador interino do Estado de São Paulo (2006), Secretário de Estado de Desenvolvimento Social do Estado de São Paulo (2011 a 2013), Secretário de Estado de Desenvolvimento Econômico, Ciência, Tecnologia e Inovação do Estado de São Paulo (2013 a 2014), Secretário de Estado da Habitação do Estado de São Paulo (2015 a 2018) e Vice-governador do Estado de São Paulo e Secretário de Governo (2019 até 1 de abril de 2022). Atualmente é Governador de São Paulo. Era filiado ao DEM até 2021, quando foi para o PSDB. Seu vice é Eugênio Zuliani, que já foi Vereador e Prefeito de Olímpia por dois mandatos consecutivos e atualmente é Deputado federal por São Paulo. A convenção para oficializar sua candidatura à reeleição foi no dia 30 de julho.[5] A chapa dele conta com o apoio de dez partidos: PSDB e Cidadania (em federação), UNIÃO, MDB, PP, Avante, PODE, PROS, Solidariedade e Patriota.

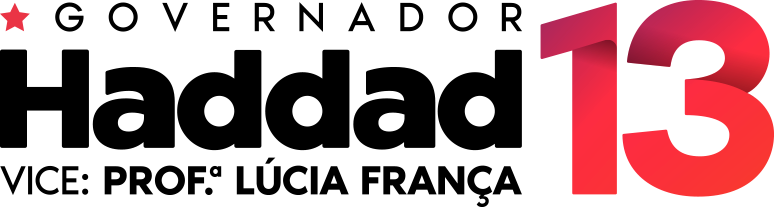
Logomarca da Campanha de Fernando Haddad ao Governo de São Paulo

- Fernando Haddad (PT) - Nascido na capital em 1963, é um acadêmico, advogado, professor e político do PT. Já foi ministro da educação no Governo Lula e Dilma entre 2005 e 2012, Prefeito de São Paulo entre 2013 e 2017, Subsecretário de Finanças e Desenvolvimento Econômico da Prefeitura de São Paulo durante a gestão de Marta Suplicy entre 2001 e 2003 e Candidato à Presidência da República em 2018. Sua vice é Lúcia França, do PSB, que já foi Primeira-dama do estado de São Paulo entre 2018 e 2019. A convenção para oficializar sua candidatura foi realizada no dia 23 de julho.[6] Sua chapa conta com o apoio de sete partidos: PT, PCdoB e PV (em federação), PSB, PSOL e REDE (em federação) e Agir (antigo PTC).

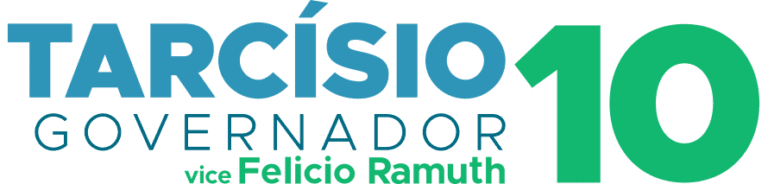
Logomarca da Campanha de Tarcísio de Freitas ao Governo de São Paulo

- Tarcísio de Freitas (Republicanos) - Nascido no Rio de Janeiro em 1975, é um engenheiro, militar da reserva e político filiado ao Republicanos. Já foi Ministro da Infraestrutura do Governo Bolsonaro entre 2019 e 2022 e Diretor-Geral do Departamento Nacional de Infraestrutura de Transportes (DNIT) do Governo Dilma entre 2014 e 2015. Seu vice é Felicio Ramuth, do PSD, que foi Prefeito de São José dos Campos entre 2017 e 2022. A convenção para oficializar sua candidatura foi no dia 30 de julho.[7] A chapa conta com o apoio de seis partidos: Republicanos, PSD, PL, PSC, PTB e PMN.

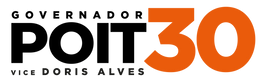
Logomarca da Campanha de Vinícius Poit ao Governo de São Paulo

- Vinícius Poit (NOVO) - Natural de São Bernardo do Campo em 1986, é político brasileiro filiado ao NOVO. É atualmente Deputado federal por São Paulo assumindo seu mandato em 2019. Sua vice é Doris Alves, também do NOVO, que é ex-guarda municipal. A convenção para oficializar sua candidatura foi no dia 21 de julho.[8]
- Elvis Cezar (PDT) - Natural de Carapicuíba em 1976, é advogado e político brasileiro filiado ao PDT. Já foi vereador por 2 mandatos consecutivos e Prefeito de Santana de Parnaíba entre 2014 e 2021. Sua vice é Gleides Sodré, do mesmo partido, que já foi candidata à vice-governadora em 2018 e é Secretária-Geral da Associação da Mulher Trabalhista (AMT). A convenção para oficializar sua candidatura foi no dia 4 de agosto.[9]
- Gabriel Colombo (PCB) - Nascido no Rio de Janeiro em 1990, é um agrônomo, pesquisador e militante do PCB. Foi diretor de Ciência e Tecnologia da Associação Nacional de Prós-Graduandos (ANPG) e da APG-ESALQ. Seu vice é Manoel Messias, do mesmo partido. A convenção para oficializar sua candidatura foi no dia 23 de julho.[10]
- Altino Prazeres Júnior (PSTU) - É militante do PSTU e já foi Presidente do Sindicato dos Metroviários de São Paulo entre 2010 e 2016. Sua vice é a Professora Flávia, colega de mesmo partido. A convenção para oficializar sua candidatura foi no dia 31 de julho.[11]
- Antônio Jorge Filho (DC) - É advogado. Seu vice é Vitor Rocca, do mesmo partido. Eles entraram no lugar de Laércio Giampaoli e Antônio Galdi, que desistiram de disputar o Governo de São Paulo.
- Edson Dorta Silva (PCO) - Secretário-geral da Federação Nacional dos Trabalhadores dos Correios (em 2001 e 2012) e candidato à vice-presidente do Brasil na eleição presidencial em 2010. A convenção para oficializar sua candidatura foi no dia 31 de julho.[12]
- Carol Vigilar (UP) - É ativista política e membra do Movimento de Mulheres Olga Benário. Sua vice é Elô Alves, do mesmo partido. A convenção para oficializar sua candidatura foi no dia 30 de julho.[13]

### Candidaturas confirmadas
As convenções partidárias iniciaram-se no dia 20 de julho, se estendendo até 5 de agosto. Os seguintes partidos políticos já confirmaram suas candidaturas. Os partidos políticos têm até 15 de agosto de 2022 para registrar formalmente os seus candidatos.
Nota: a tabela a seguir está organizada por ordem alfabética de candidatos.
| Governador(a) | Governador(a)       | Governador(a) | Governador(a) | Cargo político anterior ou profissão | Vice-Governador(a)          | Vice-Governador(a) | Vice-Governador(a) | Coligação/ Federação                                                                                  | Número eleitoral | Tempo de horário eleitoral |
| Imagem        | Candidato           | Partido       | Partido       | Cargo político anterior ou profissão | Candidato                   | Partido            | Partido            | Coligação/ Federação                                                                                  | Número eleitoral | Tempo de horário eleitoral |
|               | Altino Prazeres     |               | PSTU          | Presidente do Sindicato dos Metroviários de São Paulo (2010–2016)                                                                                               | Professora Flávia           |                    | PSTU               | Nenhuma                                                                                               | 16               | não possui                 |
|               | Antônio Jorge Filho |               | DC            | Advogado. Não possui antecedentes na vida pública. | Vitor Rocca Critelli Júnior |                    | DC                 | Nenhuma                                                                                               | 27               | não possui                 |
|               | Carol Vigliar       |               | UP            | Ativista política e membra do Movimento de Mulheres Olga Benário                                                                                                | Elô Alves                   |                    | UP                 | Nenhuma                                                                                               | 80               | não possui                 |
|               | Edson Dorta         |               | PCO           | Secretário-geral da Federação Nacional dos Trabalhadores dos Correios (em 2001 e 2012) e candidato à vice-presidente do Brasil na eleição presidencial em 2010. | Lílian Miranda              |                    | PCO                | Nenhuma                                                                                               | 29               | não possui                 |
|               | Elvis Cezar         |               | PDT           | Prefeito de Santana de Parnaíba (2014–2021) | Gleides Sodré               |                    | PDT                | Nenhuma                                                                                               | 12               | 43s                        |
|               | Fernando Haddad     |               | PT            | Prefeito de São Paulo (2013–2017) | Lúcia França                |                    | PSB                | Juntos por São Paulo FE Brasil (PT, PCdoB, PV), Fed. PSOL REDE, PSB, Agir                             | 13               | 2m18s                      |
|               | Gabriel Colombo     |               | PCB           | Engenheiro Agrônomo e ex-líder da Associação Nacional de Pós-Graduandos (ANPG).                                                                                 | Professora Aline            |                    | PCB                | Nenhuma                                                                                               | 21               | Não possui                 |
|               | Rodrigo Garcia      |               | PSDB          | Governador de São Paulo (2022–2023) | Eugênio Zuliani             |                    | UNIÃO              | São Paulo pra Frente Fed. PSDB Cidadania, MDB, UNIÃO, PP, Avante, PODE, PROS, Solidariedade, Patriota | 45               | 4m17s                      |
|               | Tarcísio de Freitas |               | Republicanos  | Ministro da Infraestrutura (2019–2022) | Felício Ramuth              |                    | PSD                | São Paulo pode mais Republicanos, PSD, PL, PTB, PSC, PMN                                              | 10               | 2m19s                      |
|               | Vinicius Poit       |               | NOVO          | Deputado federal por São Paulo (2019–2023) | Doris Alves                 |                    | NOVO               | Nenhuma                                                                                               | 30               | 20s                        |

### Desistências
- Arthur do Val (UNIÃO) - Deputado Estadual de São Paulo (2019–2022).[34] Era pré-candidato pelo PODE. Retirou a pré-candidatura em 5 de março de 2022 após a repercussão negativa do vazamento de áudios com declarações machistas sobre refugiadas ucranianas.[35]
- Guilherme Boulos (PSOL) - Líder do MTST; Candidato a Presidente em 2018; Candidato a Prefeito de São Paulo em 2020.[34] Desistiu em 21 de março de 2022 para se lançar pré-candidato a deputado federal por São Paulo.[36]
- Paulo Skaf (Republicanos) - Presidente do CIESP (2007–2021); Presidente da FIESP (2004–2021).[34] Skaf saiu automaticamente da disputa pelo governo do Estado ao se filiar ao Republicanos, que tem como candidato o ex-ministro da Infraestrutura Tarcísio de Freitas. Skaf era um dos nomes cotados para ser vice na chapa de Tarcísio ou para disputar a vaga ao Senado no lugar de Datena (PSC).
- Mariana Conti (PSOL) - Vereadora de Campinas (2020–em exercício). Retirou a pré-candidatura em 24 de junho de 2022, após não chegar a um acordo sobre uma candidatura própria do PSOL ao Governo do Estado de São Paulo. Essa decisão foi tomada pois a direção do partido tem interesse em apoiar a candidatura de Fernando Haddad do PT.[37][carece de fonte melhor]
- Felicio Ramuth (PSD) - Prefeito de São José dos Campos (2017–2022). O presidente do Partido Social Democrático, Gilberto Kassab, selou um acordo com o presidente dos Republicanos, Marcos Pereira, pelo apoio do PSD à candidatura de Tarcísio de Freitas, ex-ministro do Governo Jair Bolsonaro. Com isso, a posição de vice na chapa deve ficar com Ramuth.[38]
- Márcio França (PSB) - Governador de São Paulo (2018–2019) e Vice-governador de São Paulo (2015–2018). Em um vídeo postado em suas redes sociais, França retirou a candidatura após ter feito uma promessa em que disse que apoiaria a candidatura com as melhores chances no campo progressista com base em pesquisas de opinião para o governo de São Paulo. Como Fernando Haddad passou a liderar as pesquisas após Geraldo Alckmin deixar a disputa para ser o pré-candidato à vice-presidente na chapa presidencial de Lula, França afirmou que cumpriria sua promessa e decidiu retirar sua candidatura. Em seguida, declarou apoio à candidatura de Haddad, levando a especulações de uma candidatura ao Senado pela coligação do mesmo.[39]
- Abraham Weintraub (PMB) - Ministro da Educação (2019–2020) e Diretor-Executivo do Banco Mundial (2020-2022). Durante a convenção do partido, Weintraub disse que a direita conservadora estava "sem voz" e por isso decidiu ser candidato a Deputado Federal.[40]
- Laércio Giampaoli (DC) - Ex-Secretário Municipal de Transportes de Paulínia. Retirou a candidatura por motivos de ordem pessoal, o mesmo ocorrendo com seu companheiro de chapa, Antônio Galdi (também do DC). Deste modo, foram substituídos pelo advogado Antônio Jorge (incumbente) e por Vitor Rocca Júnior (candidato a vice-governador).[18]

## Candidatos ao Senado Federal
As convenções partidárias iniciaram-se no dia 20 de julho, se estendendo até 5 de agosto. Os seguintes partidos políticos já confirmaram suas candidaturas. Os partidos políticos têm até 15 de agosto de 2022 para registrar formalmente os seus candidatos.
Nota: a tabela a seguir está organizada por ordem alfabética de candidatos, de acordo com o nome registrado na Justiça Eleitoral.

### Candidaturas confirmadas
| Imagem                                   | Senador                    | Senador | Senador | Cargo político anterior ou profissão | Suplentes                                  | Suplentes | Suplentes | Coligação/ Federação                                                                                  | Número eleitoral | Tempo de horário eleitoral |
| Imagem                                   | Candidato                  | Partido | Partido | Cargo político anterior ou profissão | Candidatos                                 | Partido   | Partido   | Coligação/ Federação                                                                                  | Número eleitoral | Tempo de horário eleitoral |
|                                          | Aldo Rebelo                |         | PDT     | Secretário da Casa Civil do Estado de São Paulo | 1° suplente: Embaixadora Maria Auxiliadora |           | PDT       | Nenhuma                                                                                               | 123              | 21s                        |
| 2° suplente: Antonio Carlos Fernandes Jr | Aldo Rebelo                |         | PDT     | Secretário da Casa Civil do Estado de São Paulo |                                            |           | PDT       | Nenhuma                                                                                               | 123              | 21s                        |
|                                          | Antonio Carlos             |         | PCO     | Professor de matemática, fundador do PT e da corrente "Causa Operária" (que daria origem ao PCO, do qual também é membro de sua executiva nacional) e dirigente sindical.   | 1ª suplente: Nilson Ferreira               |           | PCO       | Nenhuma                                                                                               | 290              | Não possui                 |
| 2ª suplente: Adonize Meireles            | Antonio Carlos             |         | PCO     | Professor de matemática, fundador do PT e da corrente "Causa Operária" (que daria origem ao PCO, do qual também é membro de sua executiva nacional) e dirigente sindical.   |                                            |           | PCO       | Nenhuma                                                                                               | 290              | Não possui                 |
|                                          | Marcos Pontes              |         | PL      | Ministro da Ciência, Tecnologia e Inovações (2019–2022) | 1º suplente: Professor Alberto             |           | PL        | São Paulo pode mais Republicanos, PSD, PL, PTB, PSC, PMN                                              | 222              | 1m09s                      |
| 2º suplente: Sirlange Manga              | Marcos Pontes              |         | PL      | Ministro da Ciência, Tecnologia e Inovações (2019–2022) |                                            |           | PL        | São Paulo pode mais Republicanos, PSD, PL, PTB, PSC, PMN                                              | 222              | 1m09s                      |
|                                          | Dr. Azkoul                 |         | DC      | Delegado de Polícia, jornalista, músico, professor e escritor brasileiro, idealizador da Delegacia de Polícia Itinerante (1995), projeto que inspirou a Justiça Itinerante. | 1º suplente: José Carlos Eymael            |           | DC        | Nenhuma                                                                                               | 270              | não possui                 |
| 2º suplente: Armando Barreto             | Dr. Azkoul                 |         | DC      | Delegado de Polícia, jornalista, músico, professor e escritor brasileiro, idealizador da Delegacia de Polícia Itinerante (1995), projeto que inspirou a Justiça Itinerante. |                                            |           | DC        | Nenhuma                                                                                               | 270              | não possui                 |
|                                          | Edson Aparecido            |         | MDB     | Secretário Municipal de Saúde de São Paulo (2018–2022) | 1ª suplente: Augusto Castro                |           | MDB       | São Paulo pra Frente Fed. PSDB Cidadania, MDB, UNIÃO, PP, Avante, PODE, PROS, Solidariedade, Patriota | 155              | 2m08s                      |
| 2ª suplente: Elsa Oliveira               | Edson Aparecido            |         | MDB     | Secretário Municipal de Saúde de São Paulo (2018–2022) | PODE                                       |           |           | São Paulo pra Frente Fed. PSDB Cidadania, MDB, UNIÃO, PP, Avante, PODE, PROS, Solidariedade, Patriota | 155              | 2m08s                      |
|                                          | Janaina Paschoal           |         | PRTB    | Deputada estadual de São Paulo (2019–atualidade) | 1º suplente: Nohara Paschoal               |           | PRTB      | Nenhuma                                                                                               | 287              | não possui                 |
| 2º suplente: Jorge Paschoal              | Janaina Paschoal           |         | PRTB    | Deputada estadual de São Paulo (2019–atualidade) |                                            |           | PRTB      | Nenhuma                                                                                               | 287              | não possui                 |
|                                          | Mancha Coletivo Socialista |         | PSTU    | Ex-presidente do Sindicato dos Metalúrgicos de São José dos Campos, dirigente licenciado da CSP-Conlutas.                                                                   | 1º suplente: Eliana Ferreira               |           | PSTU      | Nenhuma                                                                                               | 161              | Não possui                 |
| 2º suplente: Soraya Misleh               | Mancha Coletivo Socialista |         | PSTU    | Ex-presidente do Sindicato dos Metalúrgicos de São José dos Campos, dirigente licenciado da CSP-Conlutas.                                                                   |                                            |           | PSTU      | Nenhuma                                                                                               | 161              | Não possui                 |
|                                          | Márcio França              |         | PSB     | Governador de São Paulo (2018–2019) | 1º suplente: Juliano Medeiros              |           | PSOL      | Juntos por São Paulo FE Brasil (PT, PCdoB, PV), Fed. PSOL REDE, PSB, Agir                             | 400              | 1m09s                      |
| 2º suplente: Dora Fehr                   | Márcio França              |         | PSB     | Governador de São Paulo (2018–2019) | PSB                                        |           |           | Juntos por São Paulo FE Brasil (PT, PCdoB, PV), Fed. PSOL REDE, PSB, Agir                             | 400              | 1m09s                      |
|                                          | Tito Bellini               |         | PCB     | Professor da Universidade Federal do Triângulo Mineiro (UFTM), com doutorado em História pela Universidade Estadual Paulista (UNESP).                                       | 1º suplente: Ernesto Pichler               |           | PCB       | Nenhuma                                                                                               | 211              | Não possui                 |
| 2º suplente: Felipe Queiroz              | Tito Bellini               |         | PCB     | Professor da Universidade Federal do Triângulo Mineiro (UFTM), com doutorado em História pela Universidade Estadual Paulista (UNESP).                                       |                                            |           | PCB       | Nenhuma                                                                                               | 211              | Não possui                 |
|                                          | Ricardo Mellão             |         | NOVO    | Deputado estadual de São Paulo (2019–atualidade) | 1º suplente: Rodrigo Fonseca               |           | NOVO      | Nenhuma                                                                                               | 300              | 10s                        |
| 2ª suplente: Isabel Teixeira             | Ricardo Mellão             |         | NOVO    | Deputado estadual de São Paulo (2019–atualidade) |                                            |           | NOVO      | Nenhuma                                                                                               | 300              | 10s                        |
|                                          | Vivian Mendes              |         | UP      | Presidente Estadual da UP-SP, bacharel em Comunicação Social pela UNESP e membro da Comissão de Familiares de Mortos e Desaparecidos Políticos.                             | 1ª suplente: Cris Damasio                  |           | UP        | Nenhuma                                                                                               | 800              | Não possui                 |
| 2ª suplente: Selma Almeida               | Vivian Mendes              |         | UP      | Presidente Estadual da UP-SP, bacharel em Comunicação Social pela UNESP e membro da Comissão de Familiares de Mortos e Desaparecidos Políticos.                             |                                            |           | UP        | Nenhuma                                                                                               | 800              | Não possui                 |

### Candidaturas indeferidas
- Sergio Moro (UNIÃO) - Juiz federal do Tribunal Regional Federal da 4ª Região (TRF-4) entre 1996 e 2018 e Ministro da Justiça e Segurança Pública do Brasil do Governo Jair Bolsonaro (2019–2020). Era pré-candidato ao Senado Federal pelo estado de São Paulo, mas o Tribunal Regional Eleitoral de São Paulo (TRE-SP) rejeitou a transferência de domicílio eleitoral, por alegar falta de vínculo profissional do ex-juiz com o Estado. Posteriormente foi candidato e eleito senador pelo Paraná.[57]

### Candidaturas rejeitadas
- Paulo Skaf (Republicanos) - Presidente da FIESP (2004–2021) e empresário. Era um dos nomes cotados para a disputa ao Senado no estado de São Paulo. Porém, a convenção do Republicanos indicou apoio à candidatura de Marcos Pontes.[58]

### Desistências
- José Luiz Datena (PSC) - Jornalista, locutor esportivo, apresentador de televisão, radialista e político brasileiro. Datena desistiu de sua candidatura ao Senado Federal em 30 de junho de 2022; segundo ele, a decisão de retirar a sua candidatura foi influenciada por ataques de grupos radicais.[59][60]
- Arthur Weintraub (PMB) - Assessor especial da Presidência da República (2019–2020) e Secretário de Segurança Multidimensional na OEA (2020–2022). Retirou sua pré-candidatura ao Senado e decidiu ser candidato a Deputado Federal.[40]
- Cristiane Brasil (PTB) - Deputada federal pelo Rio de Janeiro (2015–2019). Ela se colocou a disposição do partido para disputar o cargo por conta da indefinição no campo bolsonarista pela escolha de um nome para disputar o Senado Federal. Com a desistência de Datena e a confirmação do nome de Marcos Pontes pela disputa da vaga, o Partido Trabalhista Brasileiro e a própria Cristiane decidiram apoiar a candidatura do astronauta.[61]
- Heni Ozi Cukier (PODE) - Deputado estadual de São Paulo (2019 – atualidade). Com a formalização da aliança nacional entre o Podemos, o MDB e o PSDB, Cukier acabou perdendo espaço na chapa de Rodrigo Garcia, que preferiu acomodar outros nomes de legendas aliadas. Diante deste cenário, o deputado acabou desistindo de sua candidatura para concorrer à Câmara dos Deputados.[62]

## Assembleia Legislativa
O resultado das últimas eleições estaduais e a situação atual da bancada da Assembleia Legislativa de São Paulo está abaixo:
| Filiação Partidária | Filiação Partidária | Membros | Membros | +/–     |
| Filiação Partidária | Filiação Partidária | 2018    | 2022    | +/–     |
| ------------------- | ------------------- | ------- | ------- | ------- |
|                     | PL                  | 6       | 19      | 13      |
|                     | PT                  | 10      | 18      | 8       |
|                     | PSDB                | 8       | 9       | 1       |
|                     | UNIÃO               | Novo    | 8       | 8       |
|                     | Republicanos        | 6       | 8       | 2       |
|                     | PODE                | 4       | 5       | 1       |
|                     | PSOL                | 4       | 5       | 1       |
|                     | MDB                 | 3       | 4       | 1       |
|                     | PSD                 | 2       | 4       | 2       |
|                     | PP                  | 4       | 3       | 1       |
|                     | PSB                 | 8       | 3       | 5       |
|                     | Cidadania           | 2       | 2       | Estável |
|                     | PDT                 | 1       | 1       | Estável |
|                     | PCdoB               | 1       | 1       | Estável |
|                     | NOVO                | 4       | 1       | 3       |
|                     | REDE                | 1       | 1       | Estável |
|                     | Solidariedade       | 1       | 1       | Estável |
|                     | Avante              | 1       | 0       | 1       |
|                     | Patriota            | 1       | 0       | 1       |
|                     | PHS                 | 1       | 0       | 1       |
|                     | PROS                | 1       | 0       | 1       |
|                     | PV                  | 1       | 0       | 1       |
|                     | PTB                 | 2       | 0       | 2       |
|                     | DEM                 | 7       | 0       | 7       |
|                     | PSL                 | 15      | 0       | 15      |
| Total               | Total               | 94      | 94      | –       |

## Debates
Os debates televisionados estão previstos para ocorrer entre os dias 7 de agosto e 27 de setembro de 2022 no primeiro turno. As emissoras optaram por convidar apenas os candidatos bem colocados nas pesquisas de intenção de voto.

### Para governador

#### 1.º turno
Os candidatos Altino Prazeres, Carol Vigliar, Édson Dorta, Gabriel Colombo e Laércio Giampaoli não foram convidados para os debates televisionados.
| Data         | Organizadores                                                 | Mediador                    | Haddad (PT) | Garcia (PSDB) | Freitas (Rep.) | Cézar (PDT) | Poit (NOVO) |
| ------------ | ------------------------------------------------------------- | --------------------------- | ----------- | ------------- | -------------- | ----------- | ----------- |
| 07/08, 21h   | Band São Paulo, BandNews TV, BandNews FM e Rádio Bandeirantes | Rodolfo Schneider           | Presente    | Presente      | Presente       | Presente    | Presente    |
| 13/09, 22h   | TV Cultura, Cultura FM, UOL e Folha de S.Paulo                | Fabíola Cidral e Leão Serva | Presente    | Presente      | Presente       | Presente    | Presente    |
| 17/09, 18h30 | SBT São Paulo, O Estado de S. Paulo, Veja e NovaBrasil FM     | Carlos Nascimento           | Presente    | Presente      | Presente       | Presente    | Presente    |
| 27/09, 22h30 | TV Globo São Paulo e G1                                       | César Tralli                | Presente    | Presente      | Presente       | Presente    | Presente    |

#### 2.º turno
| Data         | Organizadores                                                 | Mediador          | Haddad (PT) | Freitas (Rep.) |
| ------------ | ------------------------------------------------------------- | ----------------- | ----------- | -------------- |
| 10/10, 22h   | Band São Paulo, BandNews TV, BandNews FM e Rádio Bandeirantes | Rodolfo Schneider | Presente    | Presente       |
| 17/10, 22h   | TV Cultura, Cultura FM, UOL e Folha de S.Paulo                | Vera Magalhães    | Presente    | Ausente        |
| 14/10, 18h30 | SBT São Paulo, O Estado de S. Paulo, Veja e NovaBrasil FM     | Carlos Nascimento | Presente    | Ausente        |
| 27/10, 22h30 | TV Globo São Paulo e G1                                       | César Tralli      | Presente    | Presente       |

### Para vice-governador

#### 1.º turno
Foram convidados os candidatos a vice-governador cujo partido ou coligação possui o número mínimo de parlamentares requiridos pela atual legislação eleitoral.
| Data       | Organizadores      | Mediador         | França (PSB) | Zuliani (UNIÃO) | Ramuth (PSD) | Sodré (PDT) | Doris (NOVO) |
| ---------- | ------------------ | ---------------- | ------------ | --------------- | ------------ | ----------- | ------------ |
| 19/09, 15h | Grupo EP, CBN e G1 | Arthur Menicucci | Ausente      | Presente        | Presente     | Ausente     | Presente     |

### Para senador
Foram convidados os candidatos a senador cujo partido ou coligação possui o número mínimo de parlamentares requiridos pela atual legislação eleitoral. A candidata Janaina Paschoal, que não cumpre esse critério, foi convidada pois vem pontuando bem nas pesquisas de intenção de voto.
| Data         | Organizadores | Mediador          | França (PSB) | Aparecido (MDB) | Pontes (PL) | Paschoal (PRTB) | Aldo (PDT) | Mellão (NOVO) |
| ------------ | ------------- | ----------------- | ------------ | --------------- | ----------- | --------------- | ---------- | ------------- |
| 25/09, 23h15 | Grupo EP e G1 | Eduardo Brambilla | Ausente      | Presente        | Ausente     | Presente        | Presente   | Presente      |

## Pesquisas de opinião

### Primeiro turno
O primeiro turno está marcado para acontecer em 2 de outubro de 2022.
2022
| Institutos de opinião      | Datas de realização | Entrevistados | Haddad PT | Tarcísio Republicanos | Garcia PSDB | Elvis PDT | Poit NOVO | Colombo PCB | Prazeres PSTU | Carol UP | Outros | Abstenções/ Indecisos | Vantagem |
| Institutos de opinião      | Datas de realização | Entrevistados | | | | | | | | | Outros | Abstenções/ Indecisos | Vantagem |
| Genial/Quaest              | 30 de setembro–1 de outubro de 2022 | 2.000 | 36% | 34% | 24% | 1% | 2% | 1% | 0% | 1% | 0% | – | 2% |
| Datafolha                  | 30 de setembro–1 de outubro de 2022 | 3.700 | 33% | 26% | 20% | 1% | 1% | 1% | 0% | 1% | 2% | 16% | 7% |
| Datafolha                  | 30 de setembro–1 de outubro de 2022 | 3.700 | 39% | 31% | 23% | 1% | 1% | 1% | 1% | 2% | 2% | – | 8% |
| Globo/Ipec                 | 29 de setembro–1 de outubro de 2022 | 2.000 | 34% | 26% | 18% | 1% | 1% | 1% | 1% | 1% | 1% | 17% | 8% |
| Globo/Ipec                 | 29 de setembro–1 de outubro de 2022 | 2.000 | 41% | 31% | 22% | 1% | 1% | 1% | 1% | 1% | 1% | – | 10% |
| AtlasIntel                 | 26–30 de setembro de 2022 | 3.000 | 37,8% | 31,8% | 26,5% | 0,9% | 1,6% | 0,2% | 0,1% | 0,5% | 0,7% | – | 6% |
| TV Cultura/Ipespe          | 28–29 de setembro de 2022 | 1.000 | 34% | 24% | 22% | 1% | 2% | 0% | 0% | 0% | 0% | 18% | 10% |
| Datafolha                  | 27–29 de setembro de 2022 | 2.000 | 35% | 26% | 18% | 1% | 1% | 1% | 0% | 1% | 2% | 20% | 9% |
| Paraná Pesquisas           | 24–29 de setembro de 2022 | 1.810 | 36,8% | 32% | 26,8% | 0,5% | 1,1% | 0,3% | 0,4% | 0,9% | 0,3% | 19,5% | 4,8% |
| AtlasIntel                 | 23–27 de setembro de 2022 | 2.200 | 33% | 28,6% | 22,5% | 0,6% | 1,9% | 0,3% | 0,1% | 0,4% | 0,9% | 11,8% | 4,4% |
| Globo/Ipec                 | 24–26 de setembro de 2022 | 2.000 | 34% | 24% | 19% | 1% | 1% | 1% | 1% | 1% | [ i ] | 20% | 12% |
| Genial/Quaest              | 22–25 de setembro de 2022 | 2.000 | 31% | 21% | 20% | 1% | 1% | 1% | 0% | 1% | 1% | 23% | 10% |
| Datafolha                  | 20–22 de setembro de 2022 | 2.000 | 34% | 23% | 19% | 1% | 0% | 1% | 0% | 1% | 2% | 20% | 11% |
| Paraná Pesquisas           | 18–22 de setembro de 2022 | 1.810 | 29,8% | 26,4% | 21,8% | 0,4% | 0,9% | 0,2% | 0,4% | 0,4% | 0,3% | 19,5% | 3,4% |
| TV Cultura/Ipespe          | 19–21 de setembro de 2022 | 1.000 | 36% | 23% | 21% | 1% | 1% | 1% | 1% | 1% | [ l ] | 17% | 13% |
| Globo/Ipec                 | 17–19 de setembro de 2022 | 2.000 | 34% | 22% | 18% | 1% | 1% | 1% | 1% | 1% | [ i ] | 20% | 12% |
| Datafolha                  | 13–15 de setembro de 2022 | 1.808 | 36% | 22% | 19% | 1% | 1% | 1% | 1% | 1% | 1% | 18% | 14% |
| Badra Comunicação          | 12–14 de setembro de 2022 | 2.666 | 33,3% | 26,7% | 21,4% | 0,7% | 1,3% | 1,2% | 0,4% | 1,2% | 1,6% | 12,2% | 6,6% |
| TV Cultura/Ipespe          | 5–7 de setembro de 2022 | 1.000 | 36% | 21% | 16% | 0% | 1% | 1% | 1% | 1% | [ l ] | 24% | 15% |
| Paraná Pesquisas           | 4–6 de setembro de 2022 | 1.880 | 31,2% | 25,2% | 17,3% | 0,7% | 1,3% | 0,9% | 0,4% | 0,7% | 0,5% | 21,9% | 6% |
| Genial/Quaest              | 2–5 de setembro de 2022 | 2.000 | 33% | 20% | 15% | 0% | 1% | 1% | 0% | 2% | 1% | 27% | 13% |
| Globo/Ipec                 | 3–5 de setembro de 2022 | 1.504 | 36% | 21% | 14% | 1% | 1% | 1% | 1% | 1% | [ p ] | 22% | 15% |
| Datafolha                  | 30 de agosto–1 de setembro de 2022 | 1.800 | 35% | 21% | 15% | 1% | 1% | 1% | 1% | 2% | [ p ] | 22% | 14% |
| Globo/Ipec                 | 27–29 de agosto de 2022 | 1.504 | 32% | 17% | 10% | 1% | 1% | 1% | 1% | 2% | [ j ] | 35% | 15% |
| Badra Comunicação          | 25–27 de agosto de 2022 | 2.666 | 36% | 24% | 16,2% | 0,9% | 1,6% | 2,4% | 1,4% | 1,8% | [ q ] | 13% | 12% |
| Paraná Pesquisas           | 18–22 de agosto de 2022 | 1.880 | 32,4% | 23,4% | 15,6% | 0,5% | 0,9% | 0,3% | 0,3% | 0,6% | [ r ] | 25,7% | 9% |
| RecordTV/RealTime Big Data | 19–20 de agosto de 2022 | 2.000 | 34% | 20% | 20% | 1% | 2% | 0% | 0% | 0% | [ s ] | 23% | 14% |
| Datafolha                  | 16–18 de agosto de 2022 | 1.812 | 38% | 16% | 11% | 1% | 1% | 2% | — | 2% | [ t ] | 28% | 22% |
| Globo/Ipec                 | 12–14 de agosto de 2022 | 1.200 | 29% | 12% | 9% | 2% | 2% | 2% | 2% | 2% | [ t ] | 39% | 17% |
| Modalmais/Futura           | 8–10 de agosto de 2022 | 1.000 | 28,7% | 21,2% | 9,8% | 0,8% | 1,6% | 1,6% | 0,5% | 0,6% | [ u ] | 34,6% | 7,5% |
| Modalmais/Futura           | 8–10 de agosto de 2022 | 1.000 | 32,9% | 25,9% | 17,6% | – | – | – | – | – | – | 23,6% | 7% |
| Real Time Big Data         | 1–2 de agosto de 2022 | 2.000 | 33% | 20% | 19% | 1% | 2% | 0% | 0% | – | [ v ] | 24% | 13% |
| Real Time Big Data         | 1–2 de agosto de 2022 | 2.000 | 34% | 22% | 20% | – | – | – | – | – | – | 24% | 12% |
| 31 de julho de 2022        | Abraham Weintraub desiste de sua candidatura ao governo de São Paulo para se candidatar à Câmara dos Deputados. | Abraham Weintraub desiste de sua candidatura ao governo de São Paulo para se candidatar à Câmara dos Deputados. | Abraham Weintraub desiste de sua candidatura ao governo de São Paulo para se candidatar à Câmara dos Deputados. | Abraham Weintraub desiste de sua candidatura ao governo de São Paulo para se candidatar à Câmara dos Deputados. | Abraham Weintraub desiste de sua candidatura ao governo de São Paulo para se candidatar à Câmara dos Deputados. | Abraham Weintraub desiste de sua candidatura ao governo de São Paulo para se candidatar à Câmara dos Deputados. | Abraham Weintraub desiste de sua candidatura ao governo de São Paulo para se candidatar à Câmara dos Deputados. | Abraham Weintraub desiste de sua candidatura ao governo de São Paulo para se candidatar à Câmara dos Deputados. | Abraham Weintraub desiste de sua candidatura ao governo de São Paulo para se candidatar à Câmara dos Deputados. | Abraham Weintraub desiste de sua candidatura ao governo de São Paulo para se candidatar à Câmara dos Deputados. | Abraham Weintraub desiste de sua candidatura ao governo de São Paulo para se candidatar à Câmara dos Deputados. | Abraham Weintraub desiste de sua candidatura ao governo de São Paulo para se candidatar à Câmara dos Deputados. | Abraham Weintraub desiste de sua candidatura ao governo de São Paulo para se candidatar à Câmara dos Deputados. |
| Institutos de opinião      | Datas de realização | Entrevistados | Haddad PT | Tarcísio Republicanos | Garcia PSDB | Elvis PDT | Poit NOVO | Weintraub PMB | Colombo PCB | Prazeres PSTU | Outros | Abstenções/ Indecisos | Vantagem |
| Institutos de opinião      | Datas de realização | Entrevistados | | | | | | | | | Outros | Abstenções/ Indecisos | Vantagem |
| Paraná Pesquisas           | 25–28 de julho de 2022 | 1.880 | 33,2% | 22,5% | 14% | 0,5% | 1,2% | 0,3% | 0,9% | 0,3% | – | 27% | 10,7% |
| Badra Comunicação          | 21–23 de julho de 2022 | 2.666 | 41,3% | 17,9% | 13,1% | 2,5% | 1,9% | 0,9% | 1,9% | 1% | – | 19,5% | 23,4% |
| Real Time Big Data         | 8–9 de julho de 2022 | 1.500 | 34% | 20% | 16% | 1% | 2% | 1% | 0% | 0% | [ w ] | 26% | 14% |
| Real Time Big Data         | 8–9 de julho de 2022 | 1.500 | 35% | 21% | 18% | – | – | – | – | – | – | 26% | 14% |
| Julho de 2022              | O ex-governador Márcio França retira sua candidatura ao governo de São Paulo para concorrer ao Senado. Felício Ramuth retira sua candidatura para concorrer como vice de Tarcísio de Freitas. | O ex-governador Márcio França retira sua candidatura ao governo de São Paulo para concorrer ao Senado. Felício Ramuth retira sua candidatura para concorrer como vice de Tarcísio de Freitas. | O ex-governador Márcio França retira sua candidatura ao governo de São Paulo para concorrer ao Senado. Felício Ramuth retira sua candidatura para concorrer como vice de Tarcísio de Freitas. | O ex-governador Márcio França retira sua candidatura ao governo de São Paulo para concorrer ao Senado. Felício Ramuth retira sua candidatura para concorrer como vice de Tarcísio de Freitas. | O ex-governador Márcio França retira sua candidatura ao governo de São Paulo para concorrer ao Senado. Felício Ramuth retira sua candidatura para concorrer como vice de Tarcísio de Freitas. | O ex-governador Márcio França retira sua candidatura ao governo de São Paulo para concorrer ao Senado. Felício Ramuth retira sua candidatura para concorrer como vice de Tarcísio de Freitas. | O ex-governador Márcio França retira sua candidatura ao governo de São Paulo para concorrer ao Senado. Felício Ramuth retira sua candidatura para concorrer como vice de Tarcísio de Freitas. | O ex-governador Márcio França retira sua candidatura ao governo de São Paulo para concorrer ao Senado. Felício Ramuth retira sua candidatura para concorrer como vice de Tarcísio de Freitas. | O ex-governador Márcio França retira sua candidatura ao governo de São Paulo para concorrer ao Senado. Felício Ramuth retira sua candidatura para concorrer como vice de Tarcísio de Freitas. | O ex-governador Márcio França retira sua candidatura ao governo de São Paulo para concorrer ao Senado. Felício Ramuth retira sua candidatura para concorrer como vice de Tarcísio de Freitas. | O ex-governador Márcio França retira sua candidatura ao governo de São Paulo para concorrer ao Senado. Felício Ramuth retira sua candidatura para concorrer como vice de Tarcísio de Freitas. | O ex-governador Márcio França retira sua candidatura ao governo de São Paulo para concorrer ao Senado. Felício Ramuth retira sua candidatura para concorrer como vice de Tarcísio de Freitas. | O ex-governador Márcio França retira sua candidatura ao governo de São Paulo para concorrer ao Senado. Felício Ramuth retira sua candidatura para concorrer como vice de Tarcísio de Freitas. |
| Institutos de opinião      | Datas de realização | Entrevistados | Haddad PT | Tarcísio Republicanos | França PSB | Garcia PSDB | Elvis PDT | Ramuth PSD | Poit NOVO | Weintraub PMB | Outros | Abstenções/ Indecisos | Vantagem |
| Institutos de opinião      | Datas de realização | Entrevistados | | | | | | | | | Outros | Abstenções/ Indecisos | Vantagem |
| Genial/Quaest              | 1–4 de julho de 2022 | 1.640 | 29% | 12% | 18% | 8% | 1% | 1% | 1% | 1% | 1% | 28% | 11% |
| Genial/Quaest              | 1–4 de julho de 2022 | 1.640 | 35% | 14% | – | 12% | – | 2% | 2% | – | – | 36% | 21% |
| Genial/Quaest              | 1–4 de julho de 2022 | 1.640 | 38% | 15% | – | 14% | – | – | – | – | – | 33% | 23% |
| Genial/Quaest              | 1–4 de julho de 2022 | 1.640 | 39% | 28% | – | 17% | – | – | – | – | [ y ] | 16% | 11% |
| Datafolha                  | 28–30 de junho de 2022 | 1.806 | 28% | 12% | 16% | 10% | 1% | 2% | 1% | 1% | 3% | 25% | 12% |
| Datafolha                  | 28–30 de junho de 2022 | 1.806 | 34% | 13% | – | 13% | 1% | 2% | 1% | 1% | 5% | 29% | 21% |
| Paraná Pesquisas           | 27–30 de junho de 2022 | 1.820 | 30,6% | 19,2% | 17% | 9,2% | 0,1% | 0,7% | 1,5% | 0,4% | 0,7% | 20,5% | 11,4% |
| Paraná Pesquisas           | 27–30 de junho de 2022 | 1.820 | 31,2% | 19,8% | 18,3% | 9,6% | – | – | – | – | – | 21,1% | 11,4% |
| Paraná Pesquisas           | 27–30 de junho de 2022 | 1.820 | 36,5% | 22,9% | – | 12,6% | – | – | – | – | – | 28% | 13,6% |
| Paraná Pesquisas           | 27–30 de junho de 2022 | 1.820 | 36,2% | 31,2% | – | 11,8% | – | – | – | – | [ ac ] | 20,8% | 5% |
| EXAME/IDEIA                | 3–8 de junho de 2022 | 1.200 | 27% | 17% | 14% | 11% | – | 1% | 1% | 0,4% | 0,4% | 28% | 10% |
| EXAME/IDEIA                | 3–8 de junho de 2022 | 1.200 | 31% | 17% | – | 14% | – | 1% | 2% | 0,4% | 0,5% | 33% | 14% |
| Paraná Pesquisas           | 22–26 de maio de 2022 | 1.880 | 28,6% | 17,9% | 17,7% | 7,3% | 0,4% | 1,2% | 0,5% | 0,3% | 1,2% | 25% | 10,7% |
| Paraná Pesquisas           | 22–26 de maio de 2022 | 1.880 | 29% | 18,2% | 18,7% | 7,5% | – | – | – | – | – | 26,5% | 10,3% |
| Paraná Pesquisas           | 22–26 de maio de 2022 | 1.880 | 34,5% | 21,7% | – | 10,5% | – | – | – | – | – | 33,3% | 12,8% |
| Real Time Big Data         | 20–21 de maio de 2022 | 1.500 | 29% | 15% | 15% | 7% | 1% | 1% | 1% | 1% | – | 30% | 14% |
| Real Time Big Data         | 20–21 de maio de 2022 | 1.500 | – | 15% | 27% | 9% | 2% | 1% | 2% | 1% | – | 43% | 12% |
| Real Time Big Data         | 20–21 de maio de 2022 | 1.500 | 33% | 20% | – | 10% | 1% | 2% | 2% | 1% | – | 31% | 13% |
| Real Time Big Data         | 20–21 de maio de 2022 | 1.500 | 30% | 16% | 16% | 7% | – | – | – | – | – | 31% | 14% |
| Genial/Quaest              | 6–9 de maio de 2022 | 1.640 | 30% | 10% | 17% | 5% | 1% | 1% | 1% | 1% | 2% | 33% | 13% |
| Genial/Quaest              | 6–9 de maio de 2022 | 1.640 | 37% | 12% | – | 8% | – | 2% | 2% | – | – | 39% | 25% |
| Genial/Quaest              | 6–9 de maio de 2022 | 1.640 | – | 12% | 29% | 9% | – | 2% | 3% | – | – | 45% | 17% |
| Genial/Quaest              | 6–9 de maio de 2022 | 1.640 | 39% | 14% | – | 9% | – | – | – | – | – | 38% | 25% |
| Instituto Gerp             | 25–29 de abril de 2022 | 1.600 | 26% | 13% | 15% | 4% | – | 3% | 1% | – | 1% | 35% | 11% |
| Paraná Pesquisas           | 24–29 de abril de 2022 | 1.820 | 29,7% | 15,2% | 18,6% | 5,6% | 0,4% | 1% | 1,9% | 0,7% | 0,2% | 26,8% | 11,1% |
| Paraná Pesquisas           | 24–29 de abril de 2022 | 1.820 | 30,3% | 15,7% | 19,2% | 6,5% | – | – | – | – | – | 28,4% | 11,1% |
| Paraná Pesquisas           | 24–29 de abril de 2022 | 1.820 | 34,2% | 19,5% | – | 8,6% | – | – | – | – | – | 37,7% | 14,7% |
| Paraná Pesquisas           | 24–29 de abril de 2022 | 1.820 | 31,6% | 30,1% | – | 9,2% | – | – | – | – | [ ai ] | 29,1% | 1,5% |
| Govnet/Opinião Pesquisa    | 20–25 de abril de 2022 | 800 | 26,04% | 9,66% | 13,2% | 3,06% | 0,86% | 1,59% | 1,1% | 0,49% | 2,32% | 41,69% | 12,84% |
| Govnet/Opinião Pesquisa    | 20–25 de abril de 2022 | 800 | 35,45% | 10,39% | – | 3,67% | 0,98% | 1,71% | 1,71% | 0,98% | 2,44% | 42,67% | 25,06% |
| Govnet/Opinião Pesquisa    | 20–25 de abril de 2022 | 800 | – | 10,27% | 25,67% | 3,55% | 1,1% | 1,59% | 1,59% | 0,49% | 2,69% | 53,06% | 15,4% |
| Ipespe                     | 6–9 de abril de 2022 | 1.000 | 29% | 10% | 20% | 6% | 1% | 2% | 2% | 1% | 1% | 29% | 9% |
| Ipespe                     | 6–9 de abril de 2022 | 1.000 | 30% | 14% | 20% | 6% | – | – | – | – | – | 32% | 10% |
| Ipespe                     | 6–9 de abril de 2022 | 1.000 | 35% | 18% | – | 9% | – | – | – | – | – | 38% | 17% |
| Ipespe                     | 6–9 de abril de 2022 | 1.000 | 39% | 29% | – | 11% | – | – | – | – | [ an ] | 21% | 10% |
| Datafolha                  | 5–6 de abril de 2022 | 1.806 | 29% | 10% | 20% | 6% | – | 2% | 2% | 1% | 1% | 30% | 9% |
| Datafolha                  | 5–6 de abril de 2022 | 1.806 | 35% | 11% | – | 11% | – | 3% | 2% | 1% | 2% | 33% | 24% |
| Março de 2022              | O deputado estadual de São Paulo, Arthur do Val (Mamãe Falei) desistiu de concorrer ao governo de São Paulo no início de março depois que áudios sexistas dele dizendo que "as mulheres ucranianas são fáceis porque são pobres" viralizaram no Brasil. Boulos desistiu de sua candidatura em 21 de março para concorrer a uma cadeira na Câmara dos Deputados do Brasil. | O deputado estadual de São Paulo, Arthur do Val (Mamãe Falei) desistiu de concorrer ao governo de São Paulo no início de março depois que áudios sexistas dele dizendo que "as mulheres ucranianas são fáceis porque são pobres" viralizaram no Brasil. Boulos desistiu de sua candidatura em 21 de março para concorrer a uma cadeira na Câmara dos Deputados do Brasil. | O deputado estadual de São Paulo, Arthur do Val (Mamãe Falei) desistiu de concorrer ao governo de São Paulo no início de março depois que áudios sexistas dele dizendo que "as mulheres ucranianas são fáceis porque são pobres" viralizaram no Brasil. Boulos desistiu de sua candidatura em 21 de março para concorrer a uma cadeira na Câmara dos Deputados do Brasil. | O deputado estadual de São Paulo, Arthur do Val (Mamãe Falei) desistiu de concorrer ao governo de São Paulo no início de março depois que áudios sexistas dele dizendo que "as mulheres ucranianas são fáceis porque são pobres" viralizaram no Brasil. Boulos desistiu de sua candidatura em 21 de março para concorrer a uma cadeira na Câmara dos Deputados do Brasil. | O deputado estadual de São Paulo, Arthur do Val (Mamãe Falei) desistiu de concorrer ao governo de São Paulo no início de março depois que áudios sexistas dele dizendo que "as mulheres ucranianas são fáceis porque são pobres" viralizaram no Brasil. Boulos desistiu de sua candidatura em 21 de março para concorrer a uma cadeira na Câmara dos Deputados do Brasil. | O deputado estadual de São Paulo, Arthur do Val (Mamãe Falei) desistiu de concorrer ao governo de São Paulo no início de março depois que áudios sexistas dele dizendo que "as mulheres ucranianas são fáceis porque são pobres" viralizaram no Brasil. Boulos desistiu de sua candidatura em 21 de março para concorrer a uma cadeira na Câmara dos Deputados do Brasil. | O deputado estadual de São Paulo, Arthur do Val (Mamãe Falei) desistiu de concorrer ao governo de São Paulo no início de março depois que áudios sexistas dele dizendo que "as mulheres ucranianas são fáceis porque são pobres" viralizaram no Brasil. Boulos desistiu de sua candidatura em 21 de março para concorrer a uma cadeira na Câmara dos Deputados do Brasil. | O deputado estadual de São Paulo, Arthur do Val (Mamãe Falei) desistiu de concorrer ao governo de São Paulo no início de março depois que áudios sexistas dele dizendo que "as mulheres ucranianas são fáceis porque são pobres" viralizaram no Brasil. Boulos desistiu de sua candidatura em 21 de março para concorrer a uma cadeira na Câmara dos Deputados do Brasil. | O deputado estadual de São Paulo, Arthur do Val (Mamãe Falei) desistiu de concorrer ao governo de São Paulo no início de março depois que áudios sexistas dele dizendo que "as mulheres ucranianas são fáceis porque são pobres" viralizaram no Brasil. Boulos desistiu de sua candidatura em 21 de março para concorrer a uma cadeira na Câmara dos Deputados do Brasil. | O deputado estadual de São Paulo, Arthur do Val (Mamãe Falei) desistiu de concorrer ao governo de São Paulo no início de março depois que áudios sexistas dele dizendo que "as mulheres ucranianas são fáceis porque são pobres" viralizaram no Brasil. Boulos desistiu de sua candidatura em 21 de março para concorrer a uma cadeira na Câmara dos Deputados do Brasil. | O deputado estadual de São Paulo, Arthur do Val (Mamãe Falei) desistiu de concorrer ao governo de São Paulo no início de março depois que áudios sexistas dele dizendo que "as mulheres ucranianas são fáceis porque são pobres" viralizaram no Brasil. Boulos desistiu de sua candidatura em 21 de março para concorrer a uma cadeira na Câmara dos Deputados do Brasil. | O deputado estadual de São Paulo, Arthur do Val (Mamãe Falei) desistiu de concorrer ao governo de São Paulo no início de março depois que áudios sexistas dele dizendo que "as mulheres ucranianas são fáceis porque são pobres" viralizaram no Brasil. Boulos desistiu de sua candidatura em 21 de março para concorrer a uma cadeira na Câmara dos Deputados do Brasil. | O deputado estadual de São Paulo, Arthur do Val (Mamãe Falei) desistiu de concorrer ao governo de São Paulo no início de março depois que áudios sexistas dele dizendo que "as mulheres ucranianas são fáceis porque são pobres" viralizaram no Brasil. Boulos desistiu de sua candidatura em 21 de março para concorrer a uma cadeira na Câmara dos Deputados do Brasil. |
| Institutos de opinião      | Datas de realização | Entrevistados | Haddad PT | Tarcísio Sem partido | França PSB | Garcia PSDB | Boulos PSOL | Abreu PODE | Poit NOVO | Weintraub Sem partido | Outros | Abstenções/ Indecisos | Vantagem |
| Institutos de opinião      | Datas de realização | Entrevistados | | | | | | | | | Outros | Abstenções/ Indecisos | Vantagem |
| Paraná Pesquisas           | 27–31 de março de 2022 | 1.820 | 30,2% | 12,6% | 17,1% | 3,5% | – | 4,2% | 0,9% | 0,5% | 0,8% | 30,1% | 13,1% |
| Paraná Pesquisas           | 27–31 de março de 2022 | 1.820 | 31,1% | 12,7% | 17,6% | 3,8% | – | – | 1,4% | – | 1% | 32,3% | 13,5% |
| Paraná Pesquisas           | 27–31 de março de 2022 | 1.820 | 31,4% | 12,9% | 18,4% | 4% | – | – | – | – | – | 33,3% | 13% |
| Real Time Big Data         | 25–27 de março de 2022 | 1.500 | 27% | 14% | 14% | 6% | – | 2% | 1% | 1% | 1% | 34% | 13% |
| Real Time Big Data         | 25–27 de março de 2022 | 1.500 | 27% | 15% | 15% | 7% | – | – | 1% | – | – | 35% | 12% |
| Real Time Big Data         | 25–27 de março de 2022 | 1.500 | 32% | 20% | – | 9% | – | – | 2% | – | – | 37% | 12% |
| Real Time Big Data         | 25–27 de março de 2022 | 1.500 | – | 17% | 29% | 9% | – | – | 2% | – | – | 43% | 12% |
| Quaest/Genial              | 11–14 de março de 2022 | 1.640 | 24% | 9% | 18% | 3% | 7% | 3% | 2% | 1% | 1% | 33% | 6% |
| Quaest/Genial              | 11–14 de março de 2022 | 1.640 | 30% | 11% | – | 5% | – | 7% | 3% | – | 3% | 42% | 19% |
| Quaest/Genial              | 11–14 de março de 2022 | 1.640 | 31% | 12% | – | 6% | – | – | 4% | – | 3% | 44% | 19% |
| Quaest/Genial              | 11–14 de março de 2022 | 1.640 | 35% | 15% | – | 8% | – | – | – | – | – | 42% | 20% |
| 15 de fevereiro de 2022    | Lula confirma Geraldo Alckmin como seu pré-candidato à Vice Presidência na Eleição presidencial no Brasil em 2022. | Lula confirma Geraldo Alckmin como seu pré-candidato à Vice Presidência na Eleição presidencial no Brasil em 2022. | Lula confirma Geraldo Alckmin como seu pré-candidato à Vice Presidência na Eleição presidencial no Brasil em 2022. | Lula confirma Geraldo Alckmin como seu pré-candidato à Vice Presidência na Eleição presidencial no Brasil em 2022. | Lula confirma Geraldo Alckmin como seu pré-candidato à Vice Presidência na Eleição presidencial no Brasil em 2022. | Lula confirma Geraldo Alckmin como seu pré-candidato à Vice Presidência na Eleição presidencial no Brasil em 2022. | Lula confirma Geraldo Alckmin como seu pré-candidato à Vice Presidência na Eleição presidencial no Brasil em 2022. | Lula confirma Geraldo Alckmin como seu pré-candidato à Vice Presidência na Eleição presidencial no Brasil em 2022. | Lula confirma Geraldo Alckmin como seu pré-candidato à Vice Presidência na Eleição presidencial no Brasil em 2022. | Lula confirma Geraldo Alckmin como seu pré-candidato à Vice Presidência na Eleição presidencial no Brasil em 2022. | Lula confirma Geraldo Alckmin como seu pré-candidato à Vice Presidência na Eleição presidencial no Brasil em 2022. | Lula confirma Geraldo Alckmin como seu pré-candidato à Vice Presidência na Eleição presidencial no Brasil em 2022. | Lula confirma Geraldo Alckmin como seu pré-candidato à Vice Presidência na Eleição presidencial no Brasil em 2022. |
| Institutos de opinião      | Datas de realização | Entrevistados | Haddad PT | Alckmin Sem partido | França PSB | Garcia PSDB | Boulos PSOL | Tarcísio Sem partido | Poit NOVO | Weintraub Sem partido | Outros | Abstenções/ Indecisos | Vantagem |
| Institutos de opinião      | Datas de realização | Entrevistados | | | | | | | | | Outros | Abstenções/ Indecisos | Vantagem |
| Ipespe                     | 14–16 de fevereiro de 2022 | 1.000 | 20% | 20% | 12% | 3% | 10% | 7% | 1% | 2% | – | 25% | Empate |
| Ipespe                     | 14–16 de fevereiro de 2022 | 1.000 | 28% | – | 18% | 5% | 11% | 10% | – | – | – | 28% | 10% |
| Ipespe                     | 14–16 de fevereiro de 2022 | 1.000 | – | – | 31% | 6% | – | 15% | – | – | – | 48% | 16% |
| Ipespe                     | 14–16 de fevereiro de 2022 | 1.000 | 33% | – | – | 7% | – | 16% | – | – | – | 45% | 17% |
| Ipespe                     | 14–16 de fevereiro de 2022 | 1.000 | 38% | – | – | 10% | – | 25% | – | – | – | 27% | 13% |
| Ipespe                     | 14–16 de fevereiro de 2022 | 1.000 | 6% | 2% | 4% | 1% | 3% | 5% | 0% | 0% | 4% | 77% | 2% |

2021
| 15 de dezembro de 2021  | Geraldo Alckmin deixa o PSDB após 33 anos de filiação partidária.                                              | Geraldo Alckmin deixa o PSDB após 33 anos de filiação partidária.                                              | Geraldo Alckmin deixa o PSDB após 33 anos de filiação partidária.                                              | Geraldo Alckmin deixa o PSDB após 33 anos de filiação partidária.                                              | Geraldo Alckmin deixa o PSDB após 33 anos de filiação partidária.                                              | Geraldo Alckmin deixa o PSDB após 33 anos de filiação partidária.                                              | Geraldo Alckmin deixa o PSDB após 33 anos de filiação partidária.                                              | Geraldo Alckmin deixa o PSDB após 33 anos de filiação partidária.                                              | Geraldo Alckmin deixa o PSDB após 33 anos de filiação partidária.                                              | Geraldo Alckmin deixa o PSDB após 33 anos de filiação partidária.                                              | Geraldo Alckmin deixa o PSDB após 33 anos de filiação partidária.                                              | Geraldo Alckmin deixa o PSDB após 33 anos de filiação partidária.                                              | Geraldo Alckmin deixa o PSDB após 33 anos de filiação partidária.                                              |
| Institutos de opinião   | Datas de realização                                                                                            | Entrevistados                                                                                                  | Haddad PT | França PSB | Alckmin PSDB                                                                                                   | Boulos PSOL | Tarcísio Sem partido                                                                                           | Val PATRI | Garcia PSDB | Weintraub Sem partido                                                                                          | Outros | Abstenções/ Indecisos                                                                                          | Vantagem |
| Institutos de opinião   | Datas de realização                                                                                            | Entrevistados                                                                                                  | | | | | | | | | Outros | Abstenções/ Indecisos                                                                                          | Vantagem |
| Paraná Pesquisas        | 13–17 de dezembro de 2021                                                                                      | 1.818 | 16% | – | 30,2% | 12,5% | 6,3% | 4,6% | 5,4% | – | 0,8% | 24,3% | 14,2% |
| Paraná Pesquisas        | 13–17 de dezembro de 2021                                                                                      | 1.818 | – | 24,3% | – | 18,6% | 6,7% | 5,2% | 7,9% | – | 1% | 36,3% | 5,7% |
| Datafolha               | 13–16 de dezembro de2021                                                                                       | 2.034 | 19% | 13% | 28% | 10% | 5% | 2% | – | 1% | 1% | 20% | 9% |
| Datafolha               | 13–16 de dezembro de2021                                                                                       | 2.034 | 28% | 19% | – | 11% | 7% | 3% | 6% | 1% | 1% | 25% | 9% |
| Datafolha               | 13–16 de dezembro de2021                                                                                       | 2.034 | – | 28% | – | 18% | 9% | 4% | 8% | 2% | 1% | 30% | 10% |
| Ipespe/Valor            | 29 de novembro–1 de dezembro de 2021                                                                           | 1.000 | 19% | – | 23% | 11% | 8% | – | 3% | – | – | 36% | 4% |
| Ipespe/Valor            | 29 de novembro–1 de dezembro de 2021                                                                           | 1.000 | – | 19% | – | 23% | 10% | – | 5% | – | – | 43% | 4% |
| Ipespe/Valor            | 29 de novembro–1 de dezembro de 2021                                                                           | 1.000 | 27% | – | – | 13% | 13% | – | 6% | – | – | 41% | 14% |
| 26 de novembro de 2021  | Tarcísio de Freitas, o Ministro da Infraestrutura de Jair Bolsonaro, decide concorrer ao governo de São Paulo. | Tarcísio de Freitas, o Ministro da Infraestrutura de Jair Bolsonaro, decide concorrer ao governo de São Paulo. | Tarcísio de Freitas, o Ministro da Infraestrutura de Jair Bolsonaro, decide concorrer ao governo de São Paulo. | Tarcísio de Freitas, o Ministro da Infraestrutura de Jair Bolsonaro, decide concorrer ao governo de São Paulo. | Tarcísio de Freitas, o Ministro da Infraestrutura de Jair Bolsonaro, decide concorrer ao governo de São Paulo. | Tarcísio de Freitas, o Ministro da Infraestrutura de Jair Bolsonaro, decide concorrer ao governo de São Paulo. | Tarcísio de Freitas, o Ministro da Infraestrutura de Jair Bolsonaro, decide concorrer ao governo de São Paulo. | Tarcísio de Freitas, o Ministro da Infraestrutura de Jair Bolsonaro, decide concorrer ao governo de São Paulo. | Tarcísio de Freitas, o Ministro da Infraestrutura de Jair Bolsonaro, decide concorrer ao governo de São Paulo. | Tarcísio de Freitas, o Ministro da Infraestrutura de Jair Bolsonaro, decide concorrer ao governo de São Paulo. | Tarcísio de Freitas, o Ministro da Infraestrutura de Jair Bolsonaro, decide concorrer ao governo de São Paulo. | Tarcísio de Freitas, o Ministro da Infraestrutura de Jair Bolsonaro, decide concorrer ao governo de São Paulo. | Tarcísio de Freitas, o Ministro da Infraestrutura de Jair Bolsonaro, decide concorrer ao governo de São Paulo. |
| Institutos de opinião   | Datas de realização                                                                                            | Entrevistados                                                                                                  | Haddad PT | França PSB | Alckmin PSDB                                                                                                   | Boulos PSOL | Val PATRI | Garcia PSDB | Weintraub Sem partido                                                                                          | Skaf MDB | Outros | Abstenções/ Indecisos                                                                                          | Vantagem |
| Institutos de opinião   | Datas de realização                                                                                            | Entrevistados                                                                                                  | | | | | | | | | Outros | Abstenções/ Indecisos                                                                                          | Vantagem |
| Datafolha               | 13–15 de setembro de 2021                                                                                      | 2.034 | 17% | 15% | 26% | 11% | 4% | – | 4% | – | 5% | 20% | 9% |
| Datafolha               | 13–15 de setembro de 2021                                                                                      | 2.034 | 23% | 19% | – | 13% | 5% | 5% | 2% | – | 7% | 26% | 4% |
| EXAME/IDEIA             | 23–26 de agosto de 2021                                                                                        | 2.000 | 16% | 15% | 19% | 14% | 4% | 5% | – | 7% | 4% | 16% | 3% |
| Paraná Pesquisas        | 7–10 de junho de 2021                                                                                          | 1.818 | 8,5% | 11% | 17,6% | 12,3% | 5,2% | 0,4% | – | 8,1% | 19,8% | 17% | 2,2% |
| Paraná Pesquisas        | 7–10 de junho de 2021                                                                                          | 1.818 | – | 12% | 19,6% | 15,2% | 5,3% | – | – | 8,5% | 20,9% | 18,4% | 1,3% |
| Paraná Pesquisas        | 7–10 de junho de 2021                                                                                          | 1.818 | – | 14,3% | – | 16,2% | 5,6% | 1,8% | – | 10,7% | 26,2% | 25,2% | 10% |
| Paraná Pesquisas        | 7–10 de junho de 2021                                                                                          | 1.818 | – | 13,3% | 23,7% | 16,6% | 8,1% | 1,3% | – | 9,2% | 5% | 24,8% | 7,1% |
| Paraná Pesquisas        | 7–10 de junho de 2021                                                                                          | 1.818 | – | 15,6% | – | 17% | 6,2% | – | – | 10,3% | 23% | 28,1% | 6% |
| 14 de maio de 2021      | Rodrigo Garcia deixa o Democratas (DEM) e se filia ao PSDB.                                                    | Rodrigo Garcia deixa o Democratas (DEM) e se filia ao PSDB.                                                    | Rodrigo Garcia deixa o Democratas (DEM) e se filia ao PSDB.                                                    | Rodrigo Garcia deixa o Democratas (DEM) e se filia ao PSDB.                                                    | Rodrigo Garcia deixa o Democratas (DEM) e se filia ao PSDB.                                                    | Rodrigo Garcia deixa o Democratas (DEM) e se filia ao PSDB.                                                    | Rodrigo Garcia deixa o Democratas (DEM) e se filia ao PSDB.                                                    | Rodrigo Garcia deixa o Democratas (DEM) e se filia ao PSDB.                                                    | Rodrigo Garcia deixa o Democratas (DEM) e se filia ao PSDB.                                                    | Rodrigo Garcia deixa o Democratas (DEM) e se filia ao PSDB.                                                    | Rodrigo Garcia deixa o Democratas (DEM) e se filia ao PSDB.                                                    | Rodrigo Garcia deixa o Democratas (DEM) e se filia ao PSDB.                                                    | Rodrigo Garcia deixa o Democratas (DEM) e se filia ao PSDB.                                                    |
| Institutos de opinião   | Datas de realização                                                                                            | Entrevistados                                                                                                  | Haddad PT | França PSB | Alckmin PSDB                                                                                                   | Boulos PSOL | Val PATRI | Garcia DEM | Weintraub Sem partido                                                                                          | Skaf MDB | Outros | Abstenções/ Indecisos                                                                                          | Vantagem |
| Institutos de opinião   | Datas de realização                                                                                            | Entrevistados                                                                                                  | | | | | | | | | Outros | Abstenções/ Indecisos                                                                                          | Vantagem |
| Atlas/El País           | 7–11 de maio de 2021                                                                                           | 1.050 | 14,6% | 12,5% | – | 17% | 6,9% | 2,5% | – | 16,4% | – | 30,1% | 0,6% |
| Atlas/El País           | 7–11 de maio de 2021                                                                                           | 1.050 | – | 11,5% | – | 26,3% | 7,5% | – | – | 17,9% | 13,3% | 23,5% | 8,4% |
| Atlas/El País           | 7–11 de maio de 2021                                                                                           | 1.050 | 25,3% | 10,4% | – | – | 6,6% | – | 14,9% | 13,5% | 12,2% | 17,1% | 10,4% |
| Ipespe/Valor            | 5–7 de abril de 2021                                                                                           | 1.000 | 20% | 18% | 17% | – | 5% | 1% | 4% | – | – | 36% | 2% |
| Ipespe/Valor            | 5–7 de abril de 2021                                                                                           | 1.000 | – | 17% | 17% | 16% | 5% | – | – | – | 8% | 36% | Empate |
| Govnet/Opinião Pesquisa | 17–23 de março de 2021                                                                                         | 812 | 21,06% | 13,92% | 10,59% | – | – | 3,82% | 1,48% | 5,67% | 10,71% | 32,76% | 7,14% |
| Govnet/Opinião Pesquisa | 17–23 de março de 2021                                                                                         | 812 | 23,89% | 16,38% | – | – | – | 4,56% | 2,71% | 7,88% | 13,3% | 31,28% | 7,51% |
| Govnet/Opinião Pesquisa | 17–23 de março de 2021                                                                                         | 812 | 23,52% | 15,15% | 14,9% | – | 4,56% | – | 2,59% | 7,02% | 1,23% | 31,03% | 8,37% |

### Segundo turno
O segundo turno ocorreu em 30 de outubro de 2022.
2022
Haddad x Tarcísio
| Institutos de opinião      | Datas de realização | Entrevistados | Haddad PT | Tarcísio Republicanos | Abstenções/ Indecisos | Vantagem |
| Institutos de opinião      | Datas de realização | Entrevistados | | | Abstenções/ Indecisos | Vantagem |
| Datafolha                  | 28–29 de outubro de 2022                                                                                                  | 3.146 | 42% | 46% | 12% | 4% |
| Globo/Ipec                 | 27–29 de outubro de 2022                                                                                                  | 2.000 | 42% | 46% | 12% | 4% |
| AtlasIntel                 | 26–29 de outubro de 2022                                                                                                  | 2.500 | 46,3% | 51,2% | 2,6% | 4,9% |
| Badra Comunicação          | 24–27 de outubro de 2022                                                                                                  | 2.656 | 44% | 48% | 8% | 4% |
| Modalmais/Futura           | 24–26 de outubro de 2022                                                                                                  | 1.000 | 38,7% | 50,1% | 11,2% | 11,4% |
| Paraná Pesquisas           | 23–27 de outubro de 2022                                                                                                  | 1.810 | 36,9% | 52,2% | 10,9% | 15,3% |
| AtlasIntel                 | 21–25 de outubro de 2022                                                                                                  | 2.500 | 44,7% | 51,7% | 3,6% | 7% |
| Brasmarket                 | 22–25 de outubro de 2022                                                                                                  | 800 | 31,8% | 54,1% | 14,2% | 22,3% |
| Real Time Big Data         | 24–25 de outubro de 2022                                                                                                  | 1.200 | 39% | 50% | 11% | 11% |
| Globo/Ipec                 | 23–25 de outubro de 2022                                                                                                  | 2.000 | 43% | 46% | 11% | 3% |
| Brasmarket                 | 20–22 de outubro de 2022                                                                                                  | 800 | 32,4% | 53,5% | 14,2% | 21,1% |
| Brasmarket                 | 17–19 de outubro de 2022                                                                                                  | 800 | 34,6% | 55,0% | 10,4% | 20,4% |
| Paraná Pesquisas           | 16–20 de outubro de 2022                                                                                                  | 1.810 | 37,7% | 51,0% | 11,4% | 13,3% |
| Datafolha                  | 17–19 de outubro de 2022                                                                                                  | 1.806 | 40% | 49% | 11% | 9% |
| Real Time Big Data         | 17–18 de outubro de 2022                                                                                                  | 1.200 | 36% | 49% | 15% | 13% |
| AtlasIntel                 | 9–13 de outubro de 2022                                                                                                   | 2.500 | 42,4% | 53,2% | 4,5% | 10,8% |
| Modalmais/Futura           | 10–12 de outubro de 2022                                                                                                  | 1.000 | 38,4% | 54,2% | 7,4% | 15,8% |
| Paraná Pesquisas           | 9–13 de outubro de 2022                                                                                                   | 1.810 | 39,2% | 49,9% | 11,0% | 10,7% |
| Real Time Big Data         | 10–11 de outubro de 2022                                                                                                  | 1.200 | 36% | 48% | 16% | 12% |
| Globo/Ipec                 | 9–11 de outubro de 2022                                                                                                   | 2.000 | 41% | 46% | 13% | 5% |
| Datafolha                  | 5–7 de outubro de 2022 | 1.806 | 40% | 50% | 10% | 10% |
| Paraná Pesquisas           | 4–6 de outubro de 2022 | 1.810 | 38,4% | 50,4% | 11,2% | 12% |
| 2 de outubro de 2022       | 2° turno entre Haddad e Tarcísio confirmado.                                                                              | 2° turno entre Haddad e Tarcísio confirmado.                                                                              | 2° turno entre Haddad e Tarcísio confirmado.                                                                              | 2° turno entre Haddad e Tarcísio confirmado.                                                                              | 2° turno entre Haddad e Tarcísio confirmado.                                                                              | 2° turno entre Haddad e Tarcísio confirmado.                                                                              |
| Institutos de opinião      | Datas de realização | Entrevistados | Haddad PT | Tarcísio Republicanos | Abstenções/ Indecisos | Vantagem |
| Institutos de opinião      | Datas de realização | Entrevistados | | | Abstenções/ Indecisos | Vantagem |
| Datafolha                  | 30 de setembro–1 de outubro de 2022                                                                                       | 3.700 | 46% | 41% | 13% | 5% |
| Globo/Ipec                 | 29 de setembro–1 de outubro de 2022                                                                                       | 2.000 | 42% | 38% | 30% | 4% |
| AtlasIntel                 | 26–30 de setembro de 2022                                                                                                 | 3.000 | 39,6% | 39,5% | 20,9% | 0,1% |
| TV Cultura/Ipespe          | 28–29 de setembro de 2022                                                                                                 | 1.000 | 45% | 39% | 16% | 6% |
| Datafolha                  | 27–29 de setembro de 2022                                                                                                 | 2.000 | 48% | 40% | 12% | 8% |
| Atlasintel                 | 23–27 de setembro de 2022                                                                                                 | 2.200 | 40,1% | 40,7% | 19,1% | 0,6% |
| Globo/Ipec                 | 24–26 de setembro de 2022                                                                                                 | 2.000 | 44% | 37% | 19% | 4% |
| Genial/Quaest              | 22–25 de setembro de 2022                                                                                                 | 2.000 | 42% | 39% | 19% | 3% |
| Datafolha                  | 20–22 de setembro de 2022                                                                                                 | 2.000 | 49% | 38% | 12% | 11% |
| Globo/Ipec                 | 17–19 de setembro de 2022                                                                                                 | 2.000 | 44% | 34% | 21% | 10% |
| Datafolha                  | 13–15 de setembro de 2022                                                                                                 | 1.808 | 54% | 36% | 10% | 18% |
| TV Cultura/Ipespe          | 5–7 de setembro de 2022                                                                                                   | 1.000 | 48% | 35% | 17% | 13% |
| Quaest/Genial              | 2–5 de setembro de 2022                                                                                                   | 2.000 | 42% | 36% | 22% | 6% |
| Globo/Ipec                 | 3–5 de setembro de 2022                                                                                                   | 1.504 | 43% | 32% | 25% | 11% |
| Datafolha                  | 30 de agosto–1 de setembro de 2022                                                                                        | 1.800 | 51% | 36% | 13% | 15% |
| Globo/Ipec                 | 27–29 de agosto de 2022                                                                                                   | 1.504 | 47% | 31% | 22% | 16% |
| RecordTV/RealTime Big Data | 19–20 de agosto de 2022                                                                                                   | 2.000 | 39% | 30% | 31% | 9% |
| Datafolha                  | 16–18 de agosto de 2022                                                                                                   | 1.812 | 53% | 31% | 16% | 22% |
| Modalmais/Futura           | 8–10 de agosto de 2022 | 1.000 | 40% | 40,2% | 19,7% | 0,2% |
| Real Time Big Data         | 1–2 de agosto de 2022 | 2.000 | 39% | 29% | 32% | 10% |
| Paraná Pesquisas           | 25–28 de julho de 2022 | 1.880 | 40,4% | 34,5% | 25% | 5,9% |
| Real Time Big Data         | 8–9 de julho de 2022 | 1.500 | 38% | 29% | 33% | 9% |
| Genial/Quaest              | 1–4 de julho de 2022 | 1.640 | 44% | 28% | 29% | 16% |
| EXAME/IDEIA                | 3–8 de junho de 2022 | 1.200 | 36% | 31% | 33% | 5% |
| Real Time Big Data         | 20–21 de maio de 2022 | 1.500 | 35% | 27% | 38% | 8% |
| Quaest/Genial              | 6–9 de maio de 2022 | 1.640 | 45% | 23% | 32% | 22% |
| Ipespe                     | 6–9 de abril de 2022 | 1.000 | 40% | 27% | 33% | 13% |
| 28 de março de 2022        | Tarcísio de Freitas se filia ao Republicanos para disputar a eleição estadual em São Paulo como pré-candidato ao Governo. | Tarcísio de Freitas se filia ao Republicanos para disputar a eleição estadual em São Paulo como pré-candidato ao Governo. | Tarcísio de Freitas se filia ao Republicanos para disputar a eleição estadual em São Paulo como pré-candidato ao Governo. | Tarcísio de Freitas se filia ao Republicanos para disputar a eleição estadual em São Paulo como pré-candidato ao Governo. | Tarcísio de Freitas se filia ao Republicanos para disputar a eleição estadual em São Paulo como pré-candidato ao Governo. | Tarcísio de Freitas se filia ao Republicanos para disputar a eleição estadual em São Paulo como pré-candidato ao Governo. |
| Institutos de opinião      | Datas de realização | Entrevistados | Haddad PT | Tarcísio Sem partido | Abstenções/ Indecisos | Vantagem |
| Institutos de opinião      | Datas de realização | Entrevistados | | | Abstenções/ Indecisos | Vantagem |
| Quaest/Genial              | 11–14 de março de 2022 | 1.640 | 42% | 27% | 28% | 15% |

Haddad x Garcia
| Institutos de opinião      | Datas de realização                 | Entrevistados | Haddad PT | Garcia PSDB | Abstenções/ Indecisos | Vantagem |
| Institutos de opinião      | Datas de realização                 | Entrevistados |           |             | Abstenções/ Indecisos | Vantagem |
| Datafolha                  | 30 de setembro–1 de outubro de 2022 | 3.700         | 42%       | 43%         | 15%                   | 1%       |
| Globo/Ipec                 | 29 de setembro–1 de outubro de 2022 | 2.000         | 40%       | 38%         | 30%                   | 2%       |
| AtlasIntel                 | 26–30 de setembro de 2022           | 3.000         | 33,7%     | 41,4%       | 24,8%                 | 7,7%     |
| TV Cultura/Ipespe          | 28–29 de setembro de 2022           | 1.000         | 43%       | 40%         | 17%                   | 3%       |
| Datafolha                  | 27–29 de setembro de 2022           | 2.000         | 45%       | 40%         | 15%                   | 5%       |
| AtlasIntel                 | 23–27 de setembro de 2022           | 2.200         | 34,6%     | 41%         | 24,4%                 | 6,4%     |
| Globo/Ipec                 | 24–26 de setembro de 2022           | 2.000         | 41%       | 38%         | 22%                   | 3%       |
| Genial/Quaest              | 22–25 de setembro de 2022           | 2.000         | 36%       | 45%         | 19%                   | 9%       |
| Datafolha                  | 20–22 de setembro de 2022           | 2.000         | 46%       | 41%         | 14%                   | 5%       |
| Globo/Ipec                 | 17–19 de setembro de 2022           | 2.000         | 41%       | 33%         | 25%                   | 8%       |
| Datafolha                  | 13–15 de setembro de 2022           | 1.808         | 47%       | 41%         | 13%                   | 6%       |
| TV Cultura/Ipespe          | 5–7 de setembro de 2022             | 1.000         | 46%       | 37%         | 17%                   | 9%       |
| Quaest/Genial              | 2–5 de setembro de 2022             | 2.000         | 40%       | 35%         | 25%                   | 5%       |
| Globo/Ipec                 | 3–5 de setembro de 2022             | 1.504         | 42%       | 31%         | 28%                   | 11%      |
| Datafolha                  | 30 de agosto–1 de setembro de 2022  | 1.800         | 48%       | 38%         | 14%                   | 10%      |
| Globo/Ipec                 | 27–29 de agosto de 2022             | 1.504         | 45%       | 29%         | 26%                   | 16%      |
| RecordTV/RealTime Big Data | 19–20 de agosto de 2022             | 2.000         | 37%       | 32%         | 33%                   | 5%       |
| Datafolha                  | 16–18 de agosto de 2022             | 1.812         | 51%       | 32%         | 18%                   | 19%      |
| Modalmais/Futura           | 8–10 de agosto de 2022              | 1.000         | 36,6%     | 37,3%       | 26,2%                 | 0,7%     |
| Real Time Big Data         | 1–2 de agosto de 2022               | 2.000         | 37%       | 29%         | 34%                   | 8%       |
| Paraná Pesquisas           | 25–28 de julho de 2022              | 1.880         | 38,2%     | 26,8%       | 35,1%                 | 11,4%    |
| Real Time Big Data         | 8–9 de julho de 2022                | 1.500         | 38%       | 24%         | 38%                   | 14%      |
| Genial/Quaest              | 1–4 de julho de 2022                | 1.640         | 42%       | 27%         | 30%                   | 15%      |
| EXAME/IDEIA                | 3–8 de junho de 2022                | 1.200         | 38%       | 29%         | 34%                   | 9%       |
| Real Time Big Data         | 20–21 de maio de 2022               | 1.500         | 36%       | 21%         | 43%                   | 15%      |
| Quaest/Genial              | 6–9 de maio de 2022                 | 1.640         | 44%       | 21%         | 35%                   | 23%      |
| Ipespe                     | 6–9 de abril de 2022                | 1.000         | 39%       | 23%         | 38%                   | 16%      |
| Quaest/Genial              | 11–14 de março de 2022              | 1.640         | 41%       | 25%         | 34%                   | 16%      |

Tarcísio x Garcia
| Institutos de opinião      | Datas de realização | Entrevistados | Tarcísio Republicanos | Garcia PSDB | Abstenções/ Indecisos | Vantagem |
| Institutos de opinião      | Datas de realização | Entrevistados | | | Abstenções/ Indecisos | Vantagem |
| Globo/Ipec                 | 29 de setembro–1 de outubro de 2022                                                                                       | 2.000 | 36% | 34% | 30% | 2% |
| AtlasIntel                 | 26–30 de setembro de 2022                                                                                                 | 3.000 | 32,3% | 36% | 31,8% | 3,7% |
| TV Cultura/Ipespe          | 28–29 de setembro de 2022                                                                                                 | 1.000 | 36% | 34% | 30% | 2% |
| Atlasintel                 | 23–27 de setembro de 2022                                                                                                 | 2.200 | 34,5% | 36% | 29,5% | 1,5% |
| Globo/Ipec                 | 24–26 de setembro de 2022                                                                                                 | 2.000 | 35% | 36% | 30% | 1% |
| Genial/Quaest              | 22–25 de setembro de 2022                                                                                                 | 2.000 | 31% | 40% | 29% | 9% |
| Globo/Ipec                 | 17–19 de setembro de 2022                                                                                                 | 2.000 | 32% | 33% | 36% | 1% |
| TV Cultura/Ipespe          | 5–7 de setembro de 2022                                                                                                   | 1.000 | 31% | 32% | 37% | 1% |
| Quaest/Genial              | 2–5 de setembro de 2022                                                                                                   | 2.000 | 32% | 30% | 38% | 2% |
| Globo/Ipec                 | 3–5 de setembro de 2022                                                                                                   | 1.504 | 31% | 32% | 38% | 1% |
| Globo/Ipec                 | 27–29 de agosto de 2022                                                                                                   | 1.504 | 31% | 28% | 41% | 3% |
| RecordTV/RealTime Big Data | 19–20 de agosto de 2022                                                                                                   | 2.000 | 30% | 31% | 39% | 1% |
| Modalmais/Futura           | 8–10 de agosto de 2022 | 1.000 | 35,1% | 30,3% | 34,6% | 4,8% |
| Real Time Big Data         | 1–2 de agosto de 2022 | 2.000 | 29% | 30% | 41% | 1% |
| Paraná Pesquisas           | 25–28 de julho de 2022 | 1.880 | 33,2% | 27,2% | 39,5% | 6% |
| Real Time Big Data         | 8–9 de julho de 2022 | 1.500 | 28% | 24% | 48% | 4% |
| Genial/Quaest              | 1–4 de julho de 2022 | 1.640 | 25% | 28% | 47% | 3% |
| EXAME/IDEIA                | 3–8 de junho de 2022 | 1.200 | 32% | 30% | 39% | 2% |
| Real Time Big Data         | 20–21 de maio de 2022 | 1.500 | 26% | 18% | 56% | 8% |
| Quaest/Genial              | 6–9 de maio de 2022 | 1.640 | 23% | 23% | 54% | Empate |
| 28 de março de 2022        | Tarcísio de Freitas se filia ao Republicanos para disputar a eleição estadual em São Paulo como pré-candidato ao Governo. | Tarcísio de Freitas se filia ao Republicanos para disputar a eleição estadual em São Paulo como pré-candidato ao Governo. | Tarcísio de Freitas se filia ao Republicanos para disputar a eleição estadual em São Paulo como pré-candidato ao Governo. | Tarcísio de Freitas se filia ao Republicanos para disputar a eleição estadual em São Paulo como pré-candidato ao Governo. | Tarcísio de Freitas se filia ao Republicanos para disputar a eleição estadual em São Paulo como pré-candidato ao Governo. | Tarcísio de Freitas se filia ao Republicanos para disputar a eleição estadual em São Paulo como pré-candidato ao Governo. |
| Institutos de opinião      | Datas de realização | Entrevistados | Tarcísio Sem partido | Garcia PSDB | Abstenções/ Indecisos | Vantagem |
| Institutos de opinião      | Datas de realização | Entrevistados | | | Abstenções/ Indecisos | Vantagem |
| Quaest/Genial              | 11–14 de março de 2022 | 1.640 | 29% | 18% | 53% | 11% |

Cenários com Márcio França
| Institutos de opinião | Datas de realização    | Entrevistados | Haddad PT | França PSB | Abstenções/ Indecisos | Vantagem |
| Institutos de opinião | Datas de realização    | Entrevistados |           |            | Abstenções/ Indecisos | Vantagem |
| Genial/Quaest         | 1–4 de julho de 2022   | 1.640         | 38%       | 36%        | 26%                   | 2%       |
| EXAME/IDEIA           | 3–8 de junho de 2022   | 1.200         | 34%       | 34%        | 32%                   | Empate   |
| Real Time Big Data    | 20–21 de maio de 2022  | 1.500         | 33%       | 33%        | 34%                   | Empate   |
| Quaest/Genial         | 6–9 de maio de 2022    | 1.640         | 38%       | 32%        | 29%                   | 6%       |
| Quaest/Genial         | 11–14 de março de 2022 | 1.640         | 38%       | 33%        | 28%                   | 5%       |

| Institutos de opinião | Datas de realização   | Entrevistados | França PSB | Tarcísio Republicanos | Abstenções/ Indecisos | Vantagem |
| Institutos de opinião | Datas de realização   | Entrevistados |            |                       | Abstenções/ Indecisos | Vantagem |
| Genial/Quaest         | 1–4 de julho de 2022  | 1.640         | 44%        | 24%                   | 32%                   | 20%      |
| EXAME/IDEIA           | 3–8 de junho de 2022  | 1.200         | 37%        | 33%                   | 30%                   | 4%       |
| Real Time Big Data    | 20–21 de maio de 2022 | 1.500         | 37%        | 24%                   | 39%                   | 13%      |
| Quaest/Genial         | 6–9 de maio de 2022   | 1.640         | 42%        | 20%                   | 39%                   | 22%      |
| Ipespe                | 6–9 de abril de 2022  | 1.000         | 39%        | 25%                   | 36%                   | 14%      |

| Institutos de opinião | Datas de realização    | Entrevistados | França PSB | Garcia PSDB | Abstenções/ Indecisos | Vantagem |
| Institutos de opinião | Datas de realização    | Entrevistados |            |             | Abstenções/ Indecisos | Vantagem |
| Genial/Quaest         | 1–4 de julho de 2022   | 1.640         | 43%        | 22%         | 35%                   | 21%      |
| EXAME/IDEIA           | 3–8 de junho de 2022   | 1.200         | 38%        | 33%         | 29%                   | 5%       |
| Real Time Big Data    | 20–21 de maio de 2022  | 1.500         | 42%        | 17%         | 41%                   | 25%      |
| Quaest/Genial         | 6–9 de maio de 2022    | 1.640         | 41%        | 18%         | 41%                   | 23%      |
| Ipespe                | 6–9 de abril de 2022   | 1.000         | 42%        | 20%         | 38%                   | 22%      |
| Quaest/Genial         | 11–14 de março de 2022 | 1.640         | 44%        | 15%         | 41%                   | 29%      |

### Senador
2022
| Institutos de opinião             | Datas de realização | Entrevistados | França PSB | Pontes PL | Paschoal PRTB | Aparecido MDB | Aldo PDT | Mellão NOVO | Tito PCB | Mancha PSTU | Outros | Abstenções/ Indecisos | Vantagem |
| Institutos de opinião             | Datas de realização | Entrevistados | | | | | | | | | Outros | Abstenções/ Indecisos | Vantagem |
| Genial/Quaest                     | 30 de setembro–1 de outubro de 2022 | 2.000 | 39% | 39% | 5% | 6% | 3% | 2% | 1% | 0% | 5% | – | Empate |
| Datafolha                         | 30 de setembro–1 de outubro de 2022 | 3.700 | 33% | 23% | 3% | 4% | 2% | 1% | 1% | 0% | 5% | 26% | 10% |
| Datafolha                         | 30 de setembro–1 de outubro de 2022 | 3.700 | 45% | 31% | 5% | 6% | 3% | 2% | 2% | 0% | 6% | – | 14% |
| Globo/Ipec                        | 29 de setembro–1 de outubro de 2022 | 2.000 | 31% | 22% | 5% | 4% | 4% | 2% | 1% | 1% | 5% | 28% | 9% |
| AtlasIntel                        | 26–30 de setembro de 2022 | 3.000 | 27,3% | 29% | 3,8% | 6% | 2,6% | 1,8% | 0,9% | 0,5% | 1,5% | 26,7% | 1,7% |
| Globo/Ipec                        | 24–26 de setembro de 2022 | 2.000 | 30% | 19% | 5% | 4% | 4% | 2% | 1% | 1% | 5% | 32% | 11% |
| Genial/Quaest                     | 22–25 de setembro de 2022 | 2.000 | 26% | 25% | 5% | 2% | 2% | 1% | 1% | 0% | 2% | 35% | 1% |
| Datafolha                         | 20–22 de setembro de 2022 | 2.000 | 31% | 19% | 5% | 3% | 3% | 1% | 1% | 0% | 6% | 31% | 12% |
| Paraná Pesquisas                  | 18–22 de setembro de 2022 | 1.810 | 31,5% | 23,8% | 7,9% | 5% | 2% | 0,9% | 0,7% | 0,4% | 1,8% | 21,9% | 7,7% |
| Globo/Ipec                        | 17–19 de setembro de 2022 | 2.000 | 30% | 18% | 5% | 3% | 4% | 2% | 1% | 1% | 5% | 32% | 12% |
| Datafolha                         | 13–15 de setembro de 2022 | 1.808 | 32% | 15% | 4% | 4% | 4% | 1% | 1% | 0% | 6% | 34% | 17% |
| Badra Comunicação                 | 12–14 de setembro de 2022 | 2.666 | 34,5% | 23,4% | 6,5% | 2% | 3,2% | 1,8% | 1,7% | 0,3% | 6,4% | 20% | 11,1% |
| TV Cultura/Ipespe                 | 5–7 de setembro de 2022 | 1.000 | 28% | 15% | 8% | 3% | 3% | 1% | 1% | 1% | 1% | 39% | 13% |
| Paraná Pesquisas                  | 4–6 de setembro de 2022 | 1.880 | 31,2% | 16,4% | 9,8% | 2,3% | 2,8% | 1,2% | 0,5% | 0,6% | 2% | 33,3% | 14,8% |
| Genial/Quaest                     | 2–5 de setembro de 2022 | 2.000 | 25% | 23% | 7% | 2% | 2% | 1% | 1% | 0% | 2% | 36% | 2% |
| Globo/Ipec                        | 3–5 de setembro de 2022 | 1.504 | 31% | 13% | 5% | 3% | 4% | 3% | 2% | 1% | 5% | 34% | 18% |
| Datafolha                         | 30 de agosto–1 de setembro de 2022 | 1.800 | 30% | 13% | 7% | 3% | 4% | 1% | 2% | 1% | 6% | 32% | 17% |
| Globo/Ipec                        | 27–29 de agosto de 2022 | 1.504 | 25% | 12% | 6% | 2% | 3% | 1% | 2% | 1% | 6% | 43% | 13% |
| Badra Comunicação                 | 25–27 de agosto de 2022 | 2.666 | 30,3% | 19,9% | 9% | 2,7% | 5,4% | 2,8% | 2,4% | 0,4% | 7,5% | 19,5% | 10,4% |
| Paraná Pesquisas                  | 18–22 de agosto de 2022 | 1.880 | 29,7% | 10% | 12,3% | 1,7% | 2% | 0,5% | 0,3% | 0,1% | 1,6% | 41,8% | 17,4% |
| 23 de julho e 4 de agosto de 2022 | Paulo Skaf teve a candidatura ao Senado substituída pela de Marcos Pontes. Edson Aparecido é escolhido como candidato ao Senado pela chapa de Rodrigo Garcia.        | Paulo Skaf teve a candidatura ao Senado substituída pela de Marcos Pontes. Edson Aparecido é escolhido como candidato ao Senado pela chapa de Rodrigo Garcia.        | Paulo Skaf teve a candidatura ao Senado substituída pela de Marcos Pontes. Edson Aparecido é escolhido como candidato ao Senado pela chapa de Rodrigo Garcia.        | Paulo Skaf teve a candidatura ao Senado substituída pela de Marcos Pontes. Edson Aparecido é escolhido como candidato ao Senado pela chapa de Rodrigo Garcia.        | Paulo Skaf teve a candidatura ao Senado substituída pela de Marcos Pontes. Edson Aparecido é escolhido como candidato ao Senado pela chapa de Rodrigo Garcia.        | Paulo Skaf teve a candidatura ao Senado substituída pela de Marcos Pontes. Edson Aparecido é escolhido como candidato ao Senado pela chapa de Rodrigo Garcia.        | Paulo Skaf teve a candidatura ao Senado substituída pela de Marcos Pontes. Edson Aparecido é escolhido como candidato ao Senado pela chapa de Rodrigo Garcia.        | Paulo Skaf teve a candidatura ao Senado substituída pela de Marcos Pontes. Edson Aparecido é escolhido como candidato ao Senado pela chapa de Rodrigo Garcia.        | Paulo Skaf teve a candidatura ao Senado substituída pela de Marcos Pontes. Edson Aparecido é escolhido como candidato ao Senado pela chapa de Rodrigo Garcia.        | Paulo Skaf teve a candidatura ao Senado substituída pela de Marcos Pontes. Edson Aparecido é escolhido como candidato ao Senado pela chapa de Rodrigo Garcia.        | Paulo Skaf teve a candidatura ao Senado substituída pela de Marcos Pontes. Edson Aparecido é escolhido como candidato ao Senado pela chapa de Rodrigo Garcia.        | Paulo Skaf teve a candidatura ao Senado substituída pela de Marcos Pontes. Edson Aparecido é escolhido como candidato ao Senado pela chapa de Rodrigo Garcia.        | Paulo Skaf teve a candidatura ao Senado substituída pela de Marcos Pontes. Edson Aparecido é escolhido como candidato ao Senado pela chapa de Rodrigo Garcia.        |
| Institutos de opinião             | Datas de realização | Entrevistados | França PSB | Pontes PL | Skaf Republicanos | Paschoal PRTB | Nise PROS | Aldo PDT | Milton UNIÃO | Mellão NOVO | Outros | Abstenções/ Indecisos | Vantagem |
| Institutos de opinião             | Datas de realização | Entrevistados | | | | | | | | | Outros | Abstenções/ Indecisos | Vantagem |
| Real Time Big Data                | 1–2 de agosto de 2022 | 2.000 | 26% | 10% | – | 16% | 1% | 1% | 4% | 1% | 4% | 37% | 10% |
| Paraná Pesquisas                  | 25–28 de julho de 2022 | 1.880 | 24,9% | 9,9% | – | 10,6% | 1,9% | 3,5% | 5,1% | 0,9% | 1,4% | 41,7% | 14,3% |
| 23 de julho de 2022               | Marcos Pontes é anunciado como candidato ao Senado Federal pelo Partido Liberal.                                                                                     | Marcos Pontes é anunciado como candidato ao Senado Federal pelo Partido Liberal.                                                                                     | Marcos Pontes é anunciado como candidato ao Senado Federal pelo Partido Liberal.                                                                                     | Marcos Pontes é anunciado como candidato ao Senado Federal pelo Partido Liberal.                                                                                     | Marcos Pontes é anunciado como candidato ao Senado Federal pelo Partido Liberal.                                                                                     | Marcos Pontes é anunciado como candidato ao Senado Federal pelo Partido Liberal.                                                                                     | Marcos Pontes é anunciado como candidato ao Senado Federal pelo Partido Liberal.                                                                                     | Marcos Pontes é anunciado como candidato ao Senado Federal pelo Partido Liberal.                                                                                     | Marcos Pontes é anunciado como candidato ao Senado Federal pelo Partido Liberal.                                                                                     | Marcos Pontes é anunciado como candidato ao Senado Federal pelo Partido Liberal.                                                                                     | Marcos Pontes é anunciado como candidato ao Senado Federal pelo Partido Liberal.                                                                                     | Marcos Pontes é anunciado como candidato ao Senado Federal pelo Partido Liberal.                                                                                     | Marcos Pontes é anunciado como candidato ao Senado Federal pelo Partido Liberal.                                                                                     |
| Institutos de opinião             | Datas de realização | Entrevistados | França PSB | Zambelli PL | Skaf Republicanos | Paschoal PRTB | Nise PROS | Aldo PDT | Milton UNIÃO | Mellão NOVO | Outros | Abstenções/ Indecisos | Vantagem |
| Institutos de opinião             | Datas de realização | Entrevistados | | | | | | | | | Outros | Abstenções/ Indecisos | Vantagem |
| Badra Comunicação                 | 21–23 de julho de 2022 | 2.666 | 28,5% | 10,3% | – | 9,2% | 1,9% | 3% | 8,7% | 2,5% | 14,8% | 21,2% | 13,7% |
| Real Time Big Data                | 8–9 de julho de 2022 | 1.500 | 23% | – | 12% | 13% | 2% | 2% | 5% | 1% | 4% | 38% | 10% |
| Real Time Big Data                | 8–9 de julho de 2022 | 1.500 | 23% | 8% | – | 14% | 2% | 2% | 5% | 1% | 5% | 40% | 9% |
| Real Time Big Data                | 8–9 de julho de 2022 | 1.500 | 24% | – | – | 15% | 2% | 2% | 5% | 1% | 10% | 41% | 9% |
| Real Time Big Data                | 8–9 de julho de 2022 | 1.500 | 23% | – | – | 14% | 2% | 2% | 5% | 1% | 12% | 41% | 9% |
| Genial/Quaest                     | 1–4 de julho de 2022 | 1.640 | 27% | 9% | 13% | 7% | 1% | 3% | 5% | 1% | 2% | 29% | 14% |
| Genial/Quaest                     | 1–4 de julho de 2022 | 1.640 | 30% | 10% | 14% | 8% | – | 3% | – | – | 2% | 28% | 16% |
| Genial/Quaest                     | 1–4 de julho de 2022 | 1.640 | 42% | – | – | 15% | – | 6% | – | – | 4% | 34% | 27% |
| Paraná Pesquisas                  | 27–30 de junho de 2022 | 1.806 | 14% | – | 6,6% | 9,3% | 1,8% | 1,2% | 4,1% | 0,4% | 43,2% | 19,5% | 29,2% |
| Paraná Pesquisas                  | 27–30 de junho de 2022 | 1.806 | – | – | – | 11% | 2,2% | – | 5,5% | 1,1% | 53,5% | 26,6% | 42,5% |
| 30 de junho de 2022               | José Luiz Datena desiste de sua pré-candidatura ao Senado Federal.                                                                                                   | José Luiz Datena desiste de sua pré-candidatura ao Senado Federal.                                                                                                   | José Luiz Datena desiste de sua pré-candidatura ao Senado Federal.                                                                                                   | José Luiz Datena desiste de sua pré-candidatura ao Senado Federal.                                                                                                   | José Luiz Datena desiste de sua pré-candidatura ao Senado Federal.                                                                                                   | José Luiz Datena desiste de sua pré-candidatura ao Senado Federal.                                                                                                   | José Luiz Datena desiste de sua pré-candidatura ao Senado Federal.                                                                                                   | José Luiz Datena desiste de sua pré-candidatura ao Senado Federal.                                                                                                   | José Luiz Datena desiste de sua pré-candidatura ao Senado Federal.                                                                                                   | José Luiz Datena desiste de sua pré-candidatura ao Senado Federal.                                                                                                   | José Luiz Datena desiste de sua pré-candidatura ao Senado Federal.                                                                                                   | José Luiz Datena desiste de sua pré-candidatura ao Senado Federal.                                                                                                   | José Luiz Datena desiste de sua pré-candidatura ao Senado Federal.                                                                                                   |
| Institutos de opinião             | Datas de realização | Entrevistados | Datena PSC | França PSB | Zambelli PL | Skaf Republicanos | Paschoal PRTB | Nise PROS | Milton UNIÃO | Mellão NOVO | Outros | Abstenções/ Indecisos | Vantagem |
| Institutos de opinião             | Datas de realização | Entrevistados | | | | | | | | | Outros | Abstenções/ Indecisos | Vantagem |
| EXAME/IDEIA                       | 3–8 de junho de 2022 | 1.200 | 19% | 14% | 9% | 8% | 6% | 2% | 2% | 2% | 3% | 38% | 5% |
| 7 de junho de 2022                | Sergio Moro tem sua transferência de domicílio eleitoral suspensa por decisão do Tribunal Regional Eleitoral de São Paulo (TRE-SP) e não poderá concorrer no estado. | Sergio Moro tem sua transferência de domicílio eleitoral suspensa por decisão do Tribunal Regional Eleitoral de São Paulo (TRE-SP) e não poderá concorrer no estado. | Sergio Moro tem sua transferência de domicílio eleitoral suspensa por decisão do Tribunal Regional Eleitoral de São Paulo (TRE-SP) e não poderá concorrer no estado. | Sergio Moro tem sua transferência de domicílio eleitoral suspensa por decisão do Tribunal Regional Eleitoral de São Paulo (TRE-SP) e não poderá concorrer no estado. | Sergio Moro tem sua transferência de domicílio eleitoral suspensa por decisão do Tribunal Regional Eleitoral de São Paulo (TRE-SP) e não poderá concorrer no estado. | Sergio Moro tem sua transferência de domicílio eleitoral suspensa por decisão do Tribunal Regional Eleitoral de São Paulo (TRE-SP) e não poderá concorrer no estado. | Sergio Moro tem sua transferência de domicílio eleitoral suspensa por decisão do Tribunal Regional Eleitoral de São Paulo (TRE-SP) e não poderá concorrer no estado. | Sergio Moro tem sua transferência de domicílio eleitoral suspensa por decisão do Tribunal Regional Eleitoral de São Paulo (TRE-SP) e não poderá concorrer no estado. | Sergio Moro tem sua transferência de domicílio eleitoral suspensa por decisão do Tribunal Regional Eleitoral de São Paulo (TRE-SP) e não poderá concorrer no estado. | Sergio Moro tem sua transferência de domicílio eleitoral suspensa por decisão do Tribunal Regional Eleitoral de São Paulo (TRE-SP) e não poderá concorrer no estado. | Sergio Moro tem sua transferência de domicílio eleitoral suspensa por decisão do Tribunal Regional Eleitoral de São Paulo (TRE-SP) e não poderá concorrer no estado. | Sergio Moro tem sua transferência de domicílio eleitoral suspensa por decisão do Tribunal Regional Eleitoral de São Paulo (TRE-SP) e não poderá concorrer no estado. | Sergio Moro tem sua transferência de domicílio eleitoral suspensa por decisão do Tribunal Regional Eleitoral de São Paulo (TRE-SP) e não poderá concorrer no estado. |
| Institutos de opinião             | Datas de realização | Entrevistados | Datena PSC | Moro UNIÃO | França PSB | Skaf Republicanos | Paschoal PRTB | Nise PROS | Milton UNIÃO | Mellão NOVO | Outros | Abstenções/ Indecisos | Vantagem |
| Institutos de opinião             | Datas de realização | Entrevistados | | | | | | | | | Outros | Abstenções/ Indecisos | Vantagem |
| Paraná Pesquisas                  | 22–26 de maio de 2022 | 1.880 | 22,3% | 16,5% | 13,2% | 6,1% | 6% | 1,1% | – | 0,3% | 14,1% | 20,5% | 5,8% |
| Paraná Pesquisas                  | 22–26 de maio de 2022 | 1.880 | 26,8% | – | 15,2% | 7,2% | 6,5% | 1,3% | 3,5% | 0,4% | 14,7% | 24,5% | 11,6% |
| Paraná Pesquisas                  | 22–26 de maio de 2022 | 1.880 | 32,4% | – | 18,1% | – | 10,8% | 2,6% | 4,4% | 0,7% | – | 30,9% | 14,3% |
| Real Time Big Data                | 20–21 de maio de 2022 | 1.500 | 29% | 20% | 16% | – | 6% | 2% | – | 1% | 3% | 23% | 9% |
| Real Time Big Data                | 20–21 de maio de 2022 | 1.500 | – | – | – | 14% | 9% | – | 4% | 1% | 34% | 38% | 20% |
| Real Time Big Data                | 20–21 de maio de 2022 | 1.500 | 33% | – | 21% | – | 8% | – | 5% | 1% | 1% | 31% | 12% |
| Real Time Big Data                | 20–21 de maio de 2022 | 1.500 | 27% | – | – | – | 10% | – | 5% | 1% | 25% | 32% | 2% |
| Quaest/Genial                     | 6–9 de maio de 2022 | 1.640 | 28% | 16% | 11% | 10% | 5% | – | – | 1% | 11% | 19% | 12% |
| Quaest/Genial                     | 6–9 de maio de 2022 | 1.640 | – | – | – | 22% | 9% | – | – | 2% | 30% | 38% | 8% |
| Instituto Gerp                    | 25–29 de abril de 2022 | 1.600 | 17% | 14% | 11% | 8% | 6% | 2% | 3% | 1% | 2% | 36% | 3% |
| Paraná Pesquisas                  | 24–29 de abril de 2022 | 1.820 | 29% | 21,8% | 13,7% | – | 8,5% | 2,7% | – | 0,4% | – | 23,9% | 7,2% |
| Paraná Pesquisas                  | 24–29 de abril de 2022 | 1.820 | 34,5% | – | 16,3% | – | 10,1% | 2,9% | 6,5% | 0,6% | – | 29,2% | 18,2% |
| 1 de abril de 2022                | José Luiz Datena deixa o União Brasil (UNIÃO) e decide se filiar ao Partido Social Cristão (PSC).                                                                    | José Luiz Datena deixa o União Brasil (UNIÃO) e decide se filiar ao Partido Social Cristão (PSC).                                                                    | José Luiz Datena deixa o União Brasil (UNIÃO) e decide se filiar ao Partido Social Cristão (PSC).                                                                    | José Luiz Datena deixa o União Brasil (UNIÃO) e decide se filiar ao Partido Social Cristão (PSC).                                                                    | José Luiz Datena deixa o União Brasil (UNIÃO) e decide se filiar ao Partido Social Cristão (PSC).                                                                    | José Luiz Datena deixa o União Brasil (UNIÃO) e decide se filiar ao Partido Social Cristão (PSC).                                                                    | José Luiz Datena deixa o União Brasil (UNIÃO) e decide se filiar ao Partido Social Cristão (PSC).                                                                    | José Luiz Datena deixa o União Brasil (UNIÃO) e decide se filiar ao Partido Social Cristão (PSC).                                                                    | José Luiz Datena deixa o União Brasil (UNIÃO) e decide se filiar ao Partido Social Cristão (PSC).                                                                    | José Luiz Datena deixa o União Brasil (UNIÃO) e decide se filiar ao Partido Social Cristão (PSC).                                                                    | José Luiz Datena deixa o União Brasil (UNIÃO) e decide se filiar ao Partido Social Cristão (PSC).                                                                    | José Luiz Datena deixa o União Brasil (UNIÃO) e decide se filiar ao Partido Social Cristão (PSC).                                                                    | José Luiz Datena deixa o União Brasil (UNIÃO) e decide se filiar ao Partido Social Cristão (PSC).                                                                    |
| Institutos de opinião             | Datas de realização | Entrevistados | Datena UNIÃO | França PSB | Paschoal PRTB | Skaf MDB | Haddad PT | Nise PTB | Milton UNIÃO | Mellão NOVO | Outros | Abstenções/ Indecisos | Vantagem |
| Institutos de opinião             | Datas de realização | Entrevistados | | | | | | | | | Outros | Abstenções/ Indecisos | Vantagem |
| Paraná Pesquisas                  | 27–31 de março de 2022 | 1.820 | 32% | 15,4% | 11,2% | 10,2% | – | – | – | 1,4% | 0,4% | 29,4% | 16,6% |
| Paraná Pesquisas                  | 27–31 de março de 2022 | 1.820 | 34,6% | 19,3% | 12,3% | – | – | – | – | – | – | 33,7% | 15,3% |
| Real Time Big Data                | 25–27 de março de 2022 | 1.500 | 32% | 19% | 6% | 11% | – | 2% | – | 1% | 1% | 28% | 13% |
| Real Time Big Data                | 25–27 de março de 2022 | 1.500 | 33% | – | 7% | 12% | 20% | – | – | – | – | 28% | 13% |
| Real Time Big Data                | 25–27 de março de 2022 | 1.500 | 27% | – | 11% | 18% | – | – | – | – | 5% | 39% | 9% |
| Quaest/Genial                     | 11–14 de março de 2022 | 1.640 | 39% | 15% | 6% | 13% | – | – | – | 2% | 1% | 24% | 24% |
| Quaest/Genial                     | 11–14 de março de 2022 | 1.640 | 42% | 21% | 8% | – | – | – | – | 3% | – | 26% | 21% |

2021
| Institutos de opinião | Datas de realização       | Entrevistados | Datena PSL | Moro PODE | França PSB | Boulos PSOL | Suplicy PT | Skaf MDB | Paschoal PSL | Serra PSDB | Outros | Abstenções/ Indecisos | Vantagem |
| Institutos de opinião | Datas de realização       | Entrevistados |            |           |            |             |            |          |              |            | Outros | Abstenções/ Indecisos | Vantagem |
| Paraná Pesquisas      | 13–17 de dezembro de 2021 | 1.818         | 25,7%      | 19,8%     | –          | –           | –          | 7,4%     | 7,7%         | –          | 18,5%  | 21%                   | 5,9%     |
| EXAME/IDEIA           | 23–26 de agosto de 2021   | 2.000         | –          | –         | 19%        | 17%         | 15%        | 11%      | 8%           | 4%         | 7%     | 19%                   | 2%       |
| Paraná Pesquisas      | 7–10 de junho de 2021     | 1.818         | 29,1%      | –         | –          | –           | 19%        | –        | 10,1%        | 8,3%       | 11,2%  | 22,3%                 | 10,1%    |
| Paraná Pesquisas      | 7–10 de junho de 2021     | 1.818         | –          | –         | –          | –           | 23,5%      | –        | 12,2%        | 10,9%      | 21,5%  | 31,9%                 | 11,3%    |

## Apoios no segundo turno
| Tarcísio  | Tarcísio                                                                       |
| --------- | ------------------------------------------------------------------------------ |
| Partidos  | Partido da Social Democracia Brasileira                                        |
| Partidos  | Movimento Democrático Brasileiro                                               |
| Partidos  | Podemos                                                                        |
| Partidos  | Progressistas                                                                  |
| Partidos  | União Brasil                                                                   |
| Partidos  | Cidadania                                                                      |
| Partidos  | Partido Novo                                                                   |
| Políticos | Rodrigo Garcia, então governador e terceiro colocado na disputa no 1.° turno   |
| Políticos | Vinicius Poit, então deputado federal e quarto colocado na disputa no 1. turno |
| Políticos | Ricardo Nunes, prefeito de São Paulo                                           |
| Políticos | Baleia Rossi, deputado federal e presidente nacional do MDB                    |
| Políticos | José Serra, então senador e candidato à presidência em 2002 e 2010             |
| Políticos | Delfim Netto, ex-ministro e ex-embaixador do Brasil na França                  |
| Políticos | Michel Temer, ex-presidente do Brasil                                          |

| Neutralidade | Neutralidade |
| ------------ | ------------ |

| Haddad                          | Haddad |
| ------------------------------- | ------ |
| Partidos                        |        |
| Partido Democrático Trabalhista |        |
| Solidariedade                   |        |
| Unidade Popular                 |        |
| Partido Comunista Brasileiro    |        |

## Resultados

### Governador
| Candidato(a)                       | Vice                     | Primeiro turno 2 de outubro de 2022 | Primeiro turno 2 de outubro de 2022 | Segundo turno 30 de outubro de 2022 | Segundo turno 30 de outubro de 2022 |
| Candidato(a)                       | Vice                     | Total                               | Percentagem                         | Total                               | Percentagem                         |
| ---------------------------------- | ------------------------ | ----------------------------------- | ----------------------------------- | ----------------------------------- | ----------------------------------- |
| Tarcísio de Freitas (Republicanos) | Felicio Ramuth (PSD)     | 9.881.786                           | 42,32%                              | 13.480.643                          | 55,27%                              |
| Fernando Haddad (PT)               | Lúcia França (PSB)       | 8.336.805                           | 35,70%                              | 10.909.371                          | 44,73%                              |
| Rodrigo Garcia (PSDB)              | Eugênio Zuliani (UNIÃO)  | 4.296.174                           | 18,40%                              | Não participaram                    | Não participaram                    |
| Vinicius Poit (NOVO)               | Doris Alves (NOVO)       | 388.961                             | 1,67%                               | Não participaram                    | Não participaram                    |
| Elvis Cezar (PDT)                  | Gleides Sodré (PDT)      | 281.698                             | 1,21%                               | Não participaram                    | Não participaram                    |
| Carol Vigilar (UP)                 | Elô Alves (UP)           | 88.764                              | 0,38%                               | Não participaram                    | Não participaram                    |
| Gabriel Colombo (PCB)              | Professora Aline (PCB)   | 46.727                              | 0,20%                               | Não participaram                    | Não participaram                    |
| Altino Prazeres (PSTU)             | Professora Flávia (PSTU) | 14.859                              | 0,06%                               | Não participaram                    | Não participaram                    |
| Antônio Jorge Filho (DC)           | Vitor Rocca (DC)         | 10.778                              | 0,05%                               | Não participaram                    | Não participaram                    |
| Edson Dorta (PCO)                  | Lilian Miranda (PCO)     | 5.304                               | 0,02%                               | Não participaram                    | Não participaram                    |
| → Total de votos válidos           | → Total de votos válidos | 25.655.554                          | 94,36%                              | 24.390.014                          | 89,20%                              |
| → Votos em branco                  | → Votos em branco        | 571.245                             | 2,10%                               | 1.102.504                           | 4,04%                               |
| → Votos nulos                      | → Votos nulos            | 962.092                             | 3,54%                               | 1.849.298                           | 6,76%                               |
| → Votos anulados                   | → Votos anulados         | 0                                   | 0%                                  | 0                                   | 0%                                  |
| Total                              | Total                    | 27.188.881                          | 78,39%                              | 27.341.816                          | 78,93%                              |
| Abstenções                         | Abstenções               | 7.494.981                           | 21,61%                              | 7.300.251                           | 21,01%                              |
| Eleitorado apto                    | Eleitorado apto          | 34.684.257                          | 34.684.257                          | 34.642.067                          | 34.642.067                          |

| Partido | Partido      | Candidato | Votos      | Votos (%) |
| ------- | ------------ | --------- | ---------- | --------- |
|         | Republicanos | Tarcísio  | 9 881 786  | 42,32%    |
|         | PT           | Haddad    | 8 336 805  | 35,7%     |
|         | PSDB         | Garcia    | 4 296 174  | 18,4%     |
|         | NOVO         | Poit      | 388 961    | 1,67%     |
|         | PDT          | Elvis     | 281 698    | 1,21%     |
|         | UP           | Carol     | 88 764     | 0,38%     |
|         | PCB          | Colombo   | 46 727     | 0,2%      |
|         | PSTU         | Altino    | 14 859     | 0,06%     |
|         | DC           | Claudio   | 10 778     | 0,05%     |
|         | PCO          | Edson     | 5 304      | 0,02%     |
| Totais  | Totais       | Totais    | 23 351 856 |           |

| Partido | Partido      | Candidato | Votos      | Votos (%) |
| ------- | ------------ | --------- | ---------- | --------- |
|         | Republicanos | Tarcísio  | 13 480 643 | 55,27%    |
|         | PT           | Haddad    | 10 909 371 | 44,73%    |
| Totais  | Totais       | Totais    | 24 390 014 |           |

### Senador
O candidato Antônio Carlos  (PCO) não teve os seus votos calculados devido a problemas em sua candidatura junto ao TSE.
| Candidato(a)                      | Turno único 2 de outubro de 2022 | Turno único 2 de outubro de 2022 |
| Candidato(a)                      | Total                            | Percentagem                      |
| --------------------------------- | -------------------------------- | -------------------------------- |
| Marcos Pontes (PL)                | 10.714.913                       | 49,68%                           |
| Márcio França (PSB)               | 7.822.518                        | 36,27%                           |
| Edson Aparecido (MDB)             | 1.655.224                        | 7,67%                            |
| Janaína Paschoal (PRTB)           | 447.550                          | 2,07%                            |
| Ricardo Mellão (NOVO)             | 311.321                          | 1,44%                            |
| Vivian Mendes (UP)                | 280.460                          | 1,30%                            |
| Aldo Rebelo (PDT)                 | 230.833                          | 1,07%                            |
| Tito Bellini (PCB)                | 59.449                           | 0,28%                            |
| Dr. Azkoul (DC)                   | 19.337                           | 0,09%                            |
| Mancha Coletivo Socialista (PSTU) | 14.598                           | 0,07%                            |
| Antônio Carlos (PCO)              | 13.280                           | 0,06%                            |
| → Total de votos válidos          | 21.543.501                       | 79,39%                           |
| → Votos em branco                 | 2.548.612                        | 9,39%                            |
| → Votos nulos                     | 3.029.752                        | 11,16%                           |
| → Votos anulados                  | 13.280                           | 0,06%                            |
| Total                             | 27.147.847                       | 78,37%                           |
| Abstenções                        | 7.491.914                        | 21,63%                           |
| Eleitorado apto                   | 34.684.927                       | 34.684.927                       |

| Partido | Partido | Candidato | Votos      | Votos (%) |
| ------- | ------- | --------- | ---------- | --------- |
|         | PL      | Pontes    | 10 714 913 | 49,74%    |
|         | PSB     | França    | 7 822 518  | 36,31%    |
|         | MDB     | Aparecido | 1 655 244  | 7,68%     |
|         | PRTB    | Paschoal  | 447 550    | 2,08%     |
|         | NOVO    | Mellão    | 311 321    | 1,45%     |
|         | UP      | Vivian    | 280 460    | 1,3%      |
|         | PDT     | Aldo      | 230 833    | 1,07%     |
|         | PCB     | Colombo   | 46 727     | 0,22%     |
|         | DC      | Azkoul    | 19 337     | 0,09%     |
|         | PSTU    | Mancha    | 14 598     | 0,07%     |
|         | PCO     | Antônio   | 0          | 0%        |
| Totais  | Totais  | Totais    | 21 543 501 |           |

### Deputados federais eleitos
São relacionados os candidatos eleitos com informações complementares da Câmara dos Deputados.

Representação eleita
  PL: 17
  PT: 11
  UNIÃO: 6
  MDB: 5
  PSOL: 5
  Republicanos: 5
  PP: 4
  PODE: 3
  PSDB: 3
  PSD: 3
  Cidadania: 2
  PSB: 2
  NOVO: 1
  PROS: 1
  PSC: 1
  REDE: 1
  Solidariedade: 1

| Deputados federais eleitos          | Partido       | Votação   | Percentual | Cidade onde nasceu       | Unidade federativa |
| ----------------------------------- | ------------- | --------- | ---------- | ------------------------ | ------------------ |
| Guilherme Boulos                    | PSOL          | 1.001.472 | 4,22%      | São Paulo                | São Paulo          |
| Carla Zambelli                      | PL            | 946.244   | 3,99%      | Ribeirão Preto           | São Paulo          |
| Eduardo Bolsonaro                   | PL            | 741.701   | 3,12%      | Rio de Janeiro           | Rio de Janeiro     |
| Ricardo Salles                      | PL            | 640.918   | 2,70%      | São Paulo                | São Paulo          |
| Delegado Bruno Lima                 | PP            | 461.217   | 1,94%      | São Paulo                | São Paulo          |
| Tabata Amaral                       | PSB           | 337.873   | 1,42%      | São Paulo                | São Paulo          |
| Celso Russomanno                    | Republicanos  | 305.520   | 1,29%      | São Paulo                | São Paulo          |
| Kim Kataguiri                       | UNIÃO         | 295.460   | 1,24%      | Salto                    | São Paulo          |
| Erika Hilton                        | PSOL          | 256.903   | 1,08%      | Franco da Rocha          | São Paulo          |
| Delegado Palumbo                    | MDB           | 254.898   | 1,07%      | São Paulo                | São Paulo          |
| Capitão Derrite                     | PL            | 239.772   | 1,01%      | Sorocaba                 | São Paulo          |
| Marina Silva                        | REDE          | 237.526   | 1,00%      | Rio Branco               | Acre               |
| Baleia Rossi                        | MDB           | 236.463   | 1,00%      | São Paulo                | São Paulo          |
| Fábio Teruel                        | MDB           | 235.165   | 0,99%      | Santa Bárbara D'Oeste    | São Paulo          |
| Marcos Pereira                      | Republicanos  | 231.626   | 0,98%      | Linhares                 | Espírito Santo     |
| Sâmia Bomfim                        | PSOL          | 226.187   | 0,95%      | Presidente Prudente      | São Paulo          |
| Marco Feliciano                     | PL            | 220.595   | 0,93%      | Orlândia                 | São Paulo          |
| Rosângela Moro                      | UNIÃO         | 217.170   | 0,91%      | Curitiba                 | Paraná             |
| Rosana Valle                        | PL            | 216.437   | 0,91%      | Santos                   | São Paulo          |
| Alex Manente                        | Cidadania     | 196.866   | 0,83%      | São Bernardo do Campo    | São Paulo          |
| Rui Falcão                          | PT            | 193.990   | 0,82%      | Pitangui                 | Minas Gerais       |
| Alexandre Leite                     | UNIÃO         | 192.806   | 0,81%      | São Paulo                | São Paulo          |
| Márcio Alvino                       | PL            | 187.314   | 0,79%      | São Paulo                | São Paulo          |
| Delegado Da Cunha                   | PP            | 181.568   | 0,76%      | Santos                   | São Paulo          |
| Renata Abreu                        | PODE          | 180.247   | 0,76%      | São Paulo                | São Paulo          |
| Felipe Becari                       | UNIÃO         | 178.777   | 0,75%      | São Paulo                | São Paulo          |
| Paulo Alexandre Barbosa             | PSDB          | 170.378   | 0,72%      | Santos                   | São Paulo          |
| Capitão Augusto                     | PL            | 168.740   | 0,71%      | Ourinhos                 | São Paulo          |
| Kiko Celeguim                       | PT            | 167.438   | 0,71%      | Franco da Rocha          | São Paulo          |
| Paulo Freire Costa                  | PL            | 161.675   | 0,68%      | São Paulo                | São Paulo          |
| Jilmar Tatto                        | PT            | 157.843   | 0,66%      | Corbélia                 | Paraná             |
| Marco Bertaiolli                    | PSD           | 157.552   | 0,66%      | Mogi das Cruzes          | São Paulo          |
| Sônia Guajajara                     | PSOL          | 156.996   | 0,66%      | Terra Indígena Arariboia | Maranhão           |
| Luiz Marinho                        | PT            | 156.202   | 0,66%      | Cosmorama                | São Paulo          |
| Jefferson Campos                    | PL            | 155.336   | 0,65%      | Ourinhos                 | São Paulo          |
| Nilto Tatto                         | PT            | 151.861   | 0,64%      | Frederico Westphalen     | Rio Grande do Sul  |
| Carlos Zarattini                    | PT            | 147.349   | 0,62%      | São Paulo                | São Paulo          |
| Arlindo Chinaglia                   | PT            | 144.108   | 0,61%      | Serra Azul               | São Paulo          |
| Cezinha de Madureira                | PSD           | 143.434   | 0,60%      | Ipiaú                    | Bahia              |
| Bruno Ganem                         | PODE          | 141.595   | 0,60%      | São Paulo                | São Paulo          |
| Alexandre Padilha                   | PT            | 140.037   | 0,59%      | São Paulo                | São Paulo          |
| Alencar Santana                     | PT            | 139.223   | 0,59%      | São Paulo                | São Paulo          |
| Ricardo Silva                       | PSD           | 133.926   | 0,56%      | Ribeirão Preto           | São Paulo          |
| Mauricio Neves                      | PP            | 129.731   | 0,55%      | São Caetano do Sul       | São Paulo          |
| Juliana Cardoso                     | PT            | 125.517   | 0,53%      | São Paulo                | São Paulo          |
| Paulo Teixeira                      | PT            | 122. 800  | 0,52%      | Águas da Prata           | São Paulo          |
| Mário Frias                         | PL            | 122.564   | 0,52%      | Rio de Janeiro           | Rio de Janeiro     |
| Alberto Mourão                      | MDB           | 114.234   | 0,48%      | São Paulo                | São Paulo          |
| Luiza Erundina                      | PSOL          | 113.983   | 0,48%      | Uiraúna                  | Paraíba            |
| Arnaldo Jardim                      | Cidadania     | 113.462   | 0,48%      | Altinópolis              | São Paulo          |
| Vinicius Carvalho                   | Republicanos  | 113.009   | 0,48%      | Rio de Janeiro           | Rio de Janeiro     |
| Marcelo Lima                        | Solidariedade | 110.430   | 0,47%      | São Bernardo do Campo    | São Paulo          |
| Adriana Ventura                     | NOVO          | 109.474   | 0,46%      | São Paulo                | São Paulo          |
| Rodrigo Gambale                     | PODE          | 108.209   | 0,46%      | Mogi das Cruzes          | São Paulo          |
| Miguel Lombardi                     | PL            | 107.869   | 0,45%      | Limeira                  | São Paulo          |
| Vitor Lippi                         | PSDB          | 106.661   | 0,45%      | Sorocaba                 | São Paulo          |
| Luiz Carlos Motta                   | PL            | 104.701   | 0,44%      | Ribeirão Preto           | São Paulo          |
| Milton Vieira                       | Republicanos  | 98.557    | 0,42%      | Iepê                     | São Paulo          |
| Carlos Sampaio                      | PSDB          | 98.102    | 0,41%      | Campinas                 | São Paulo          |
| Simone Marquetto                    | MDB           | 97.730    | 0,41%      | São Paulo                | São Paulo          |
| Gilberto Nascimento                 | PSC           | 95.077    | 0,40%      | São Paulo                | São Paulo          |
| Maria Rosas                         | Republicanos  | 94.787    | 0,40%      | Angra dos Reis           | Rio de Janeiro     |
| David Soares                        | UNIÃO         | 93.381    | 0,40%      | Rio de Janeiro           | Rio de Janeiro     |
| Fernando Marangoni                  | UNIÃO         | 89.390    | 0,38%      | São Paulo                | São Paulo          |
| Jonas Donizette                     | PSB           | 84.044    | 0,35%      | Monte Belo               | Minas Gerais       |
| Luiz Philippe de Orléans e Bragança | PL            | 79.210    | 0,33%      | Rio de Janeiro           | Rio de Janeiro     |
| Antonio Carlos Rodrigues            | PL            | 73.054    | 0,31%      | São Paulo                | São Paulo          |
| Fausto Pinato                       | PP            | 72.169    | 0,30%      | Fernandópolis            | São Paulo          |
| Delegado Paulo Bilynskyj            | PL            | 72.156    | 0,30%      | São Paulo                | São Paulo          |
| Tiririca                            | PL            | 71.754    | 0,30%      | Itapipoca                | Ceará              |

### Assembleia Legislativa
Nas eleições para a Assembleia Legislativa de São Paulo, havia 94 cadeiras em jogo.
|               |                                                |           |            |          |               |         |  |  |  |  |
| Partidos      | Partidos                                       | Votos     | % de votos | Assentos | % de assentos | +/–     |  |  |  |  |
| PL            | Partido Liberal                                | 4.144.519 | 17,79%     | 19       | 17,86%        | Estável |  |  |  |  |
| PT            | Partido dos Trabalhadores                      | 3.720.559 | 15,97%     | 18       | 16,92%        | +8      |  |  |  |  |
| PSDB          | Partido da Social Democracia Brasileira        | 1.997.660 | 8,58%      | 9        | 8,46%         | –4      |  |  |  |  |
| Republicanos  | Republicanos                                   | 1.767.011 | 7,59%      | 8        | 7,52%         | +1      |  |  |  |  |
| UNIÃO         | União Brasil                                   | 1.685.895 | 7,24%      | 8        | 7,52%         | Novo    |  |  |  |  |
| PSOL          | Partido Socialismo e Liberdade                 | 1.357.853 | 5,83%      | 5        | 4,70%         | +2      |  |  |  |  |
| PODE          | Podemos                                        | 1.030.595 | 4,42%      | 4        | 3,76%         | –3      |  |  |  |  |
| MDB           | Movimento Democrático Brasileiro               | 975.207   | 4,19%      | 4        | 3,76%         | +1      |  |  |  |  |
| PSD           | Partido Social Democrático                     | 940.809   | 4,04%      | 4        | 3,76%         | +1      |  |  |  |  |
| PSB           | Partido Socialista Brasileiro                  | 882.495   | 3,79%      | 3        | 2,82%         | +2      |  |  |  |  |
| PP            | Progressistas                                  | 799.148   | 3,43%      | 3        | 2,82%         | –2      |  |  |  |  |
| PSC           | Partido Social Cristão                         | 613.796   | 2,64%      | 2        | 1,88%         | +2      |  |  |  |  |
| Cidadania     | Cidadania                                      | 461.262   | 1,98%      | 2        | 1,88%         | Estável |  |  |  |  |
| NOVO          | Partido Novo                                   | 428.030   | 1,84%      | 1        | 0,94%         | –1      |  |  |  |  |
| PDT           | Partido Democrático Trabalhista                | 383.911   | 1,65%      | 1        | 0,94%         | –1      |  |  |  |  |
| Solidariedade | Solidariedade                                  | 345.811   | 1,48%      | 1        | 0,94%         | Estável |  |  |  |  |
| Patriota      | Patriota                                       | 234.367   | 1,01%      | 0        | 0,00%         | –1      |  |  |  |  |
| PCdoB         | Partido Comunista do Brasil                    | 229.860   | 0,99%      | 1        | 0,94%         | –1      |  |  |  |  |
| PTB           | Partido Trabalhista Brasileiro                 | 226.704   | 0,97%      | 0        | 0,00%         | Estável |  |  |  |  |
| Avante        | Avante                                         | 200.838   | 0,86%      | 0        | 0,00%         | –2      |  |  |  |  |
| PRTB          | Partido Renovador Trabalhista Brasileiro       | 186.805   | 0,80%      | 0        | 0,00%         | Estável |  |  |  |  |
| REDE          | Rede Sustentabilidade                          | 138.767   | 0,60%      | 1        | 0,94%         | Estável |  |  |  |  |
| PROS          | Partido Republicano da Ordem Social            | 100.860   | 0,43%      | 0        | 0,00%         | Estável |  |  |  |  |
| PV            | Partido Verde                                  | 72.434    | 0,31%      | 0        | 0,00%         | Estável |  |  |  |  |
| UP            | Unidade Popular                                | 39.545    | 0,17%      | 0        | 0,00%         | Novo    |  |  |  |  |
| PMN           | Partido da Mobilização Nacional                | 24.807    | 0,11%      | 0        | 0,00%         | Estável |  |  |  |  |
| PCB           | Partido Comunista Brasileiro                   | 20.403    | 0,09%      | 0        | 0,00%         | Estável |  |  |  |  |
| PSTU          | Partido Socialista dos Trabalhadores Unificado | 10.631    | 0,05%      | 0        | 0,00%         | Estável |  |  |  |  |
| DC            | Democracia Cristã                              | 6.313     | 0,03%      | 0        | 0,00%         | Estável |  |  |  |  |
| PCO           | Partido da Causa Operária                      | 3.673     | 0,02%      | 0        | 0,00%         | Estável |  |  |  |  |

### Deputados estaduais eleitos
Foram escolhidos 94 deputados estaduais para a Assembleia Legislativa de São Paulo.
| Deputados estaduais eleitos | Partido       | Votação | Percentual | Cidade onde nasceu      | Unidade federativa |
| --------------------------- | ------------- | ------- | ---------- | ----------------------- | ------------------ |
| Eduardo Suplicy             | PT            | 807.015 | 3,46%      | São Paulo               | São Paulo          |
| Carlos Giannazi             | PSOL          | 276.811 | 1,19%      | São Paulo               | São Paulo          |
| Paula da Bancada Feminista  | PSOL          | 259.771 | 1,12%      | São Paulo               | São Paulo          |
| Bruno Zambelli              | PL            | 235.305 | 1,01%      | São Paulo               | São Paulo          |
| Major Mecca                 | PL            | 224.462 | 0,96%      | São Paulo               | São Paulo          |
| Tomé Abduch                 | Republicanos  | 221.656 | 0,95%      | São Paulo               | São Paulo          |
| André do Prado              | PL            | 216.268 | 0,93%      | São Paulo               | São Paulo          |
| Tenente Coimbra             | PL            | 209.705 | 0,90%      | Santos                  | São Paulo          |
| Delegado Olim               | PP            | 201.348 | 0,86%      | São Paulo               | São Paulo          |
| Ana Carolina Serra          | Cidadania     | 198.698 | 0,85%      | Santo André             | São Paulo          |
| Milton Leite Filho          | UNIÃO         | 198.429 | 0,85%      | São Paulo               | São Paulo          |
| Gil Diniz                   | PL            | 196.215 | 0,84%      | Serra Talhada           | Pernambuco         |
| Bruna Furlan                | PSDB          | 195.436 | 0,84%      | Barueri                 | São Paulo          |
| Capitão Conte Lopes         | PL            | 192.454 | 0,83%      | São Paulo               | São Paulo          |
| Itamar Borges               | MDB           | 183.480 | 0,79%      | Santa Fé do Sul         | São Paulo          |
| Marcos Damásio              | PL            | 183.219 | 0,79%      | São Paulo               | São Paulo          |
| Carlos Cezar                | PL            | 180.690 | 0,78%      | Douradina               | Paraná             |
| Carla Morando               | PSDB          | 177.773 | 0,76%      | São Caetano do Sul      | São Paulo          |
| Jorge Wilson                | Republicanos  | 177.614 | 0,76%      | Bauru                   | São Paulo          |
| Ediane Maria                | PSOL          | 175.617 | 0,75%      | Floresta                | Pernambuco         |
| Marta Costa                 | PSD           | 170.541 | 0,73%      | São Paulo               | São Paulo          |
| Emídio de Souza             | PT            | 157.834 | 0,68%      | Inúbia Paulista         | São Paulo          |
| Professora Bebel            | PT            | 155.983 | 0,67%      | Piracicaba              | São Paulo          |
| Guto Zacarias               | UNIÃO         | 152.481 | 0,65%      | São Paulo               | São Paulo          |
| Gerson Pessoa               | PODE          | 143.704 | 0,62%      | Osasco                  | São Paulo          |
| Ênio Tatto                  | PT            | 142.785 | 0,61%      | Frederico Westphalen    | Rio Grande do Sul  |
| Luiz Fernando               | PT            | 141.017 | 0,61%      | Águas da Prata          | São Paulo          |
| Rogério Nogueira            | PSDB          | 139.756 | 0,60%      | Indaiatuba              | São Paulo          |
| Oseias de Madureira         | PSD           | 137.205 | 0,59%      | São Bernardo do Campo   | São Paulo          |
| Valéria Bolsonaro           | PL            | 131.557 | 0,56%      | Santos                  | São Paulo          |
| Lucas Bove                  | PL            | 130.451 | 0,56%      | São Paulo               | São Paulo          |
| Edmir Chedid                | UNIÃO         | 129.097 | 0,55%      | Campinas                | São Paulo          |
| Thiago Auricchio            | PL            | 123.483 | 0,53%      | São Caetano do Sul      | São Paulo          |
| Vinícius Camarinha          | PSDB          | 123.316 | 0,53%      | Marília                 | São Paulo          |
| Mário Maurici               | PT            | 121.455 | 0,52%      | Franco da Rocha         | São Paulo          |
| Rafael Silva                | PSD           | 118.182 | 0,51%      | Jardinópolis            | São Paulo          |
| Paulo Fiorilo               | PT            | 110.251 | 0,47%      | Araraquara              | São Paulo          |
| Reis                        | PT            | 108.726 | 0,47%      | São Paulo               | São Paulo          |
| Márcia Lia                  | PT            | 108.587 | 0,47%      | Araraquara              | São Paulo          |
| Teonilio Barba              | PT            | 108.071 | 0,46%      | Água Boa                | Minas Gerais       |
| Mônica do Movimento Pretas  | PSOL          | 106.781 | 0,46%      | Mogi das Cruzes         | São Paulo          |
| Carlão Pignatari            | PSDB          | 105.245 | 0,45%      | Votuporanga             | São Paulo          |
| Caio França                 | PSB           | 105.173 | 0,45%      | Santos                  | São Paulo          |
| Sebastião Santos            | Republicanos  | 104.374 | 0,45%      | Santo André             | São Paulo          |
| Altair Moraes               | Republicanos  | 98.515  | 0,42%      | Recife                  | Pernambuco         |
| Rafael Saraiva              | UNIÃO         | 98.070  | 0,42%      | São Paulo               | São Paulo          |
| Gilmaci Santos              | Republicanos  | 96.361  | 0,41%      | Dourados                | Mato Grosso do Sul |
| Agente Federal Danilo Balas | PL            | 94.552  | 0,41%      | Sorocaba                | São Paulo          |
| Rui Alves                   | Republicanos  | 91.717  | 0,39%      | Campo Grande            | Mato Grosso do Sul |
| Thainara Faria              | PT            | 91.388  | 0,39%      | Araraquara              | São Paulo          |
| Leo Siqueira                | NOVO          | 90.688  | 0,39%      | São Paulo               | São Paulo          |
| Ricardo Madalena            | PL            | 90.630  | 0,39%      | Santa Cruz do Rio Pardo | São Paulo          |
| Leci Brandão                | PCdoB         | 90.496  | 0,39%      | Rio de Janeiro          | Rio de Janeiro     |
| Felipe Franco               | UNIÃO         | 90.440  | 0,39%      | São Paulo               | São Paulo          |
| Analice Fernandes           | PSDB          | 90.135  | 0,39%      | Jales                   | São Paulo          |
| Andréa Werner               | PSB           | 88.820  | 0,38%      | Belo Horizonte          | Minas Gerais       |
| Donato                      | PT            | 88.022  | 0,38%      | São Paulo               | São Paulo          |
| Barros Munhoz               | PSDB          | 86.372  | 0,37%      | São Paulo               | São Paulo          |
| Paulo Mansur                | PL            | 86.201  | 0,37%      | Santos                  | São Paulo          |
| Marina Helou                | REDE          | 85.517  | 0,37%      | São Paulo               | São Paulo          |
| Márcio Nakashima            | PDT           | 85.195  | 0,37%      | Guarulhos               | São Paulo          |
| Coronel Telhada             | PP            | 83.438  | 0,36%      | São Paulo               | São Paulo          |
| Edna Macedo                 | Republicanos  | 82.932  | 0,36%      | Rio das Flores          | Rio de Janeiro     |
| Jorge Caruso                | MDB           | 82.209  | 0,35%      | São Paulo               | São Paulo          |
| Léo Oliveira                | MDB           | 82.145  | 0,35%      | Barrinha                | São Paulo          |
| Dr. Jorge do Carmo          | PT            | 82.054  | 0,35%      | Anadia                  | Alagoas            |
| Solange Freitas             | UNIÃO         | 81.870  | 0,35%      | Santos                  | São Paulo          |
| Daniel Soares               | UNIÃO         | 81.753  | 0,35%      | Rio de Janeiro          | Rio de Janeiro     |
| Dani Alonso                 | PL            | 80.337  | 0,34%      | Marília                 | São Paulo          |
| Ana Perugini                | PT            | 79.061  | 0,34%      | Cariacica               | Espírito Santo     |
| Mauro Bragato               | PSDB          | 78.142  | 0,34%      | Lins                    | São Paulo          |
| Helinho Zanatta             | PSC           | 77.550  | 0,33%      | Piracicaba              | São Paulo          |
| Rafa Zimbaldi               | Cidadania     | 76.910  | 0,33%      | Campinas                | São Paulo          |
| Rogério Santos              | MDB           | 76.602  | 0,33%      | Barueri                 | São Paulo          |
| Rodrigo Moraes              | PL            | 75.094  | 0,32%      | Itu                     | São Paulo          |
| Rômulo Fernandes            | PT            | 75.033  | 0,32%      | Santa Fé do Sul         | São Paulo          |
| Alex de Madureira           | PL            | 74.340  | 0,32%      | Piracicaba              | São Paulo          |
| Luiz Cláudio Marcolino      | PT            | 70.487  | 0,30%      | Nova Iguaçu             | Rio de Janeiro     |
| Delegada Graciela           | PL            | 68.955  | 0,30%      | Franca                  | São Paulo          |
| Letícia Aguiar              | PP            | 68.556  | 0,29%      | São José dos Campos     | São Paulo          |
| Maria Lúcia Amary           | PSDB          | 66.956  | 0,29%      | Santos                  | São Paulo          |
| Fabiana Barroso             | PL            | 65.497  | 0,28%      | Barrinha                | São Paulo          |
| Beth Sahão                  | PT            | 65.407  | 0,28%      | Urupês                  | São Paulo          |
| Ricardo França              | PODE          | 64.175  | 0,28%      | Indaiatuba              | São Paulo          |
| Paulo Corrêa Júnior         | PSD           | 62.239  | 0,27%      | Santos                  | São Paulo          |
| Simão Pedro                 | PT            | 59.785  | 0,26%      | Tapira                  | Minas Gerais       |
| Clarice Ganem               | PODE          | 59.342  | 0,25%      | São Paulo               | São Paulo          |
| Edson Giriboni              | UNIÃO         | 59.087  | 0,25%      | Itapetininga            | São Paulo          |
| Átila Jacomussi             | Solidariedade | 58.707  | 0,25%      | Mauá                    | São Paulo          |
| Vitão do Cachorrão          | Republicanos  | 56.729  | 0,24%      | Sorocaba                | São Paulo          |
| Dr. Eduardo Nóbrega         | PODE          | 53.607  | 0,23%      | Bocaiúva                | Minas Gerais       |
| Dr. Valdomiro Lopes         | PSB           | 50.824  | 0,22%      | São José do Rio Preto   | São Paulo          |
| Dr. Elton                   | PSC           | 46.042  | 0,20%      | São José dos Campos     | São Paulo          |
| Guilherme Cortez            | PSOL          | 45.094  | 0,19%      | São Paulo               | São Paulo          |